# Collezione personale di gioielli della regina Elisabetta II

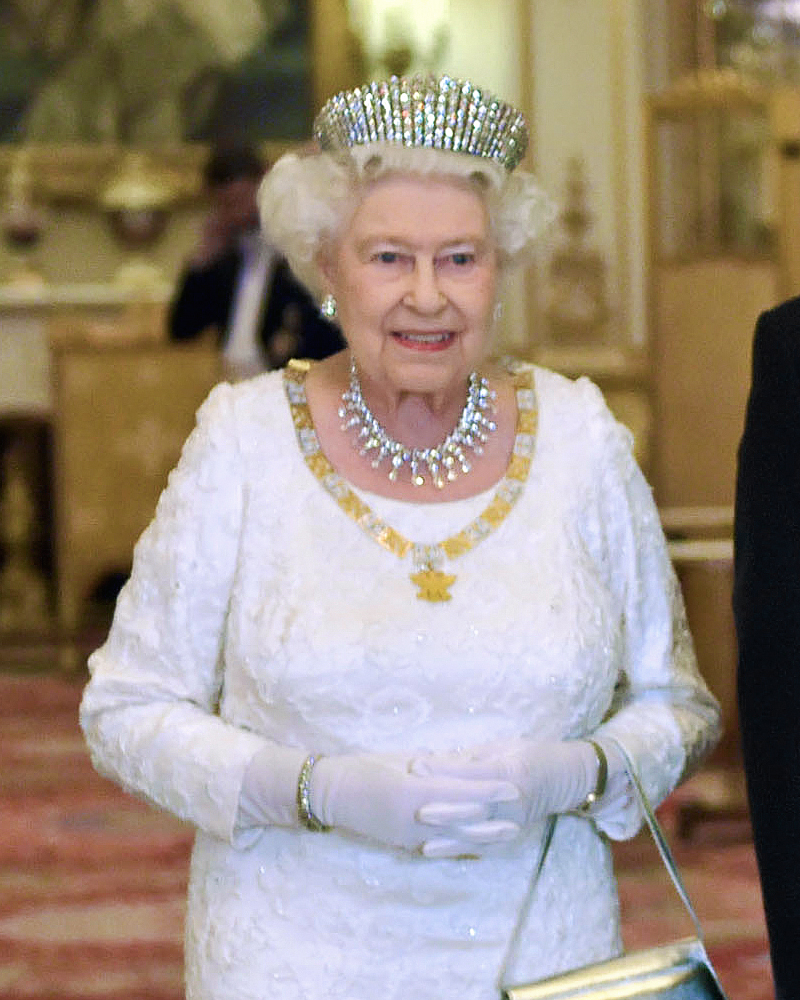
La regina Elisabetta II nel 2015 al banchetto per il presidente del Messico, che indossa la tiara "Kokošnik" e una collana, dono del re dell'Arabia Saudita

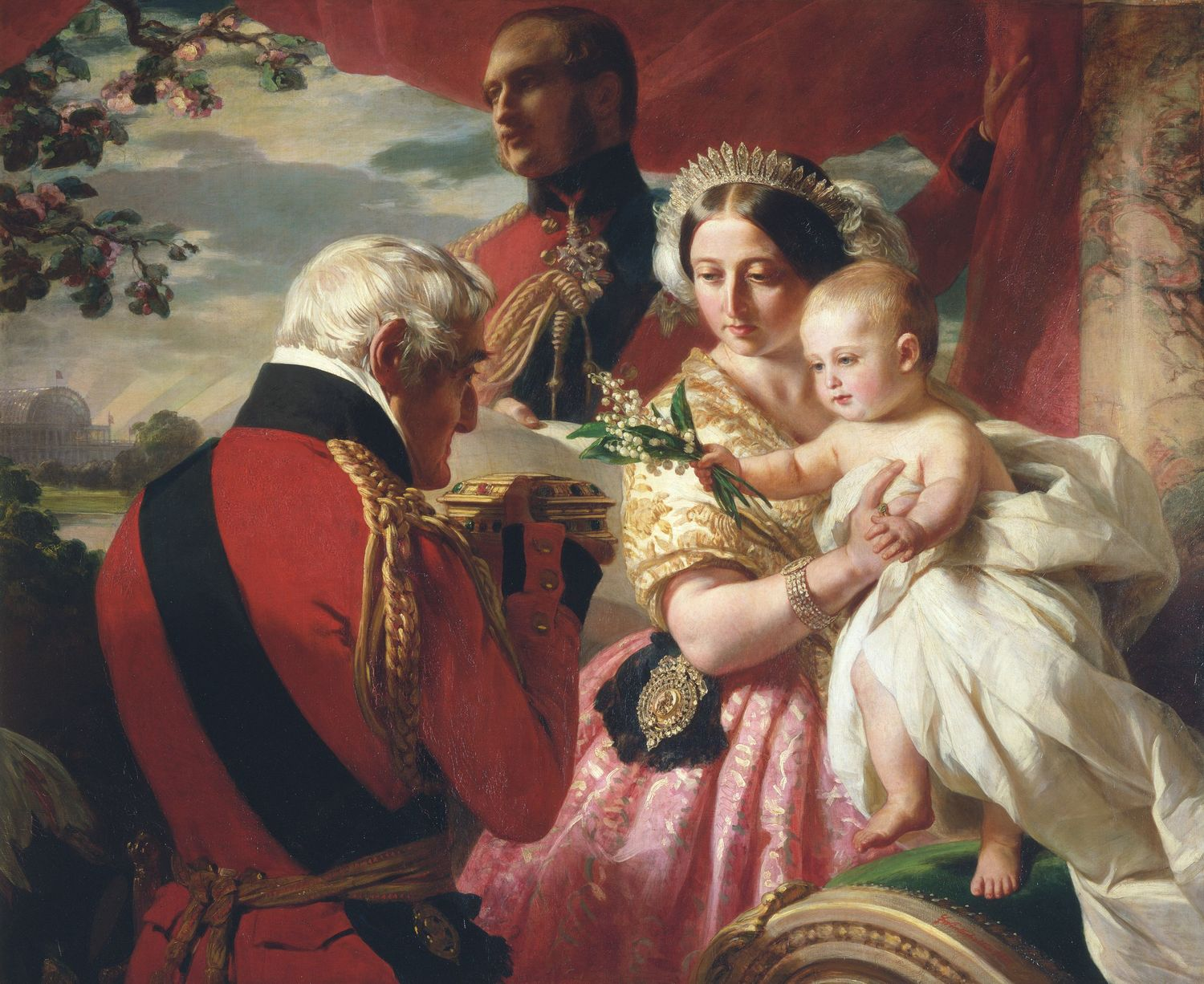
La regina Vittoria che indossa la tiara di Giorgio III (qui nel dipinto dal titolo Il 1º maggio: la regina Vittoria, il principe consorte Alberto, il Duca di Wellington ed il piccolo principe Arturo)

I gioielli della regina (detti anche gioielli del re, quando il monarca è un uomo) sono la storica collezione di gioielli di proprietà personale del monarca britannico, attualmente il Re Carlo III. Questi sono separati dai gioielli della Corona inglese, non di proprietà del monarca ma dello Stato, come pure dalle altre regalie di Stato.
L'origine di una collezione di gioielli reale distinta a quella della Corona è vaga, anche se si ha ragione di credere che tale tradizione abbia avuto origine nel XVI secolo. Molti pezzi di gioielleria provengono dall'estero e sono stati portati nel Regno Unito come risultati di guerre civili, colpi di stato e rivoluzioni, oppure acquisiti come doni dal monarca. Gran parte dei gioielli oggi parte della collezione della regina Elisabetta II sono del XIX e XX secolo.
I gioielli della corona sono indossati unicamente durante le incoronazioni o per occasioni importanti come l'annuale cerimonia di apertura del parlamento. In altre occasioni formali come banchetti di stato, la regina indossa spesso gioielli provenienti dalla propria collezione privata. Elisabetta ha più di 300 gioielli personali, tra cui 98 spille, 46 collane, 37 braccialetti, 34 paia di orecchini, 15 anelli, 14 orologi e 5 pendenti, di cui i più importanti sono elencati qui di seguito.

## Storia

### Storia generale

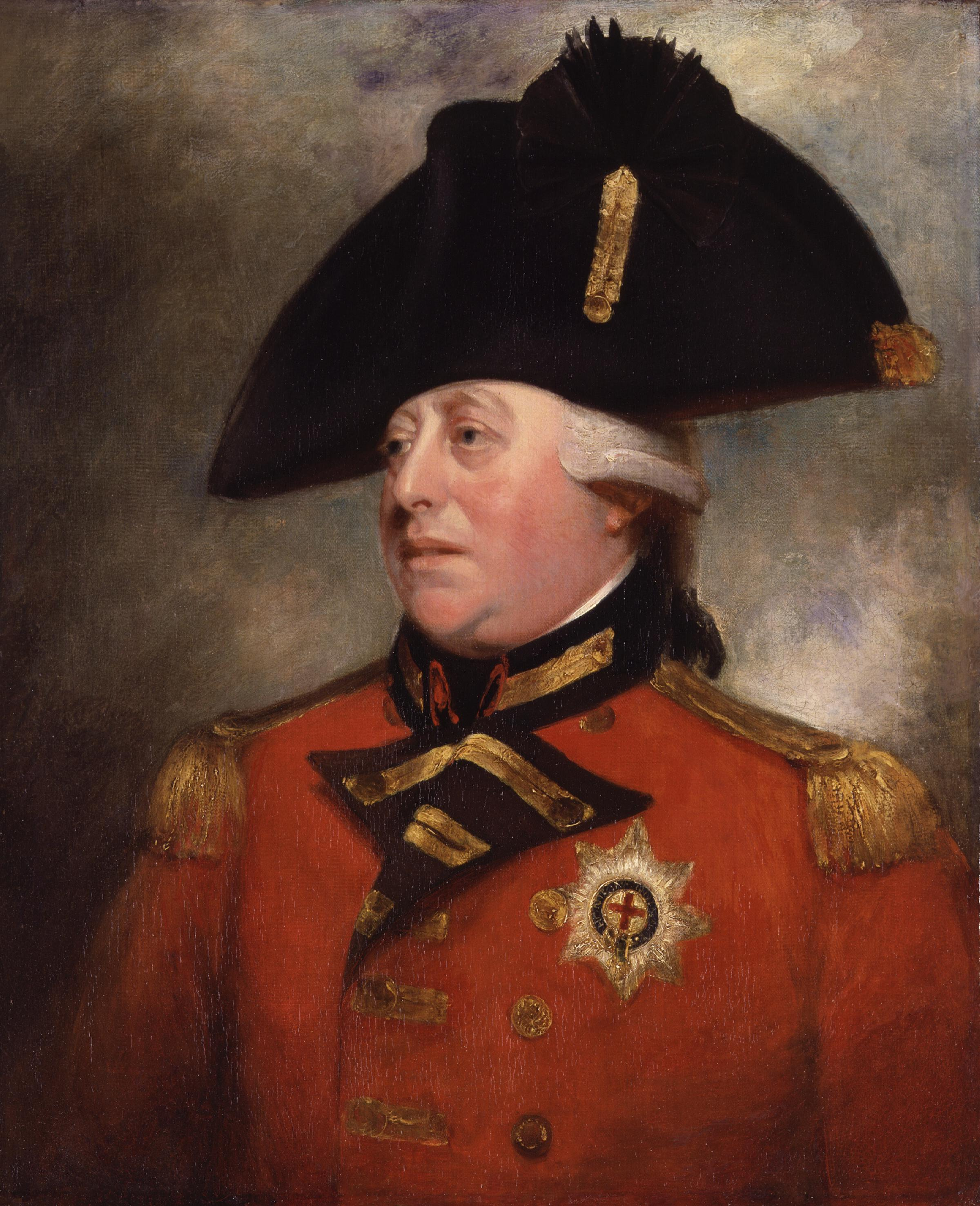
Giorgio III del Regno Unito

L'origine della collezione reale di gioielli deve essere ricondotta al XVI secolo. Come abbiamo già detto, a differenza delle regalìe reali, i gioielli sono proprietà personali del monarca e non insegne di stato. La maggior parte dei pezzi della collezione vennero disegnati per regine o per principesse consorti. Molti di questi pezzi vennero trafugati in Francia durante l'esilio degli Stuart durante il governo di Oliver Cromwell per poi fare ritorno in Inghilterra con la restaurazione.
A differenza dei gioielli della corona (in gran parte datati all'epoca dell'ascesa di Carlo II), i gioielli privati della regina non sono delle regalie o delle insegne di stato o dignità. Gran parte della collezione venne nel tempo disegnata per regine regnanti o consorti, anche se alcuni re hanno aggiunto personalmente dei pezzi alla collezione. Gran parte dei gioielli vennero ottenuti da altre teste coronate europee o da membri dell'aristocrazia, o acquistate o donate come doni di nozze. In particolare durante gli anni di regno della regina Elisabetta II, la collezione di gioielli privati dei monarchi è diventata oggetto di studi e di moda, in quanto molti di questi sono comparsi indosso alla regina in diverse occasioni formali e anche in ritratti ufficiali diffusi poi in tutto il regno.

### La disputa della casa di Hannover

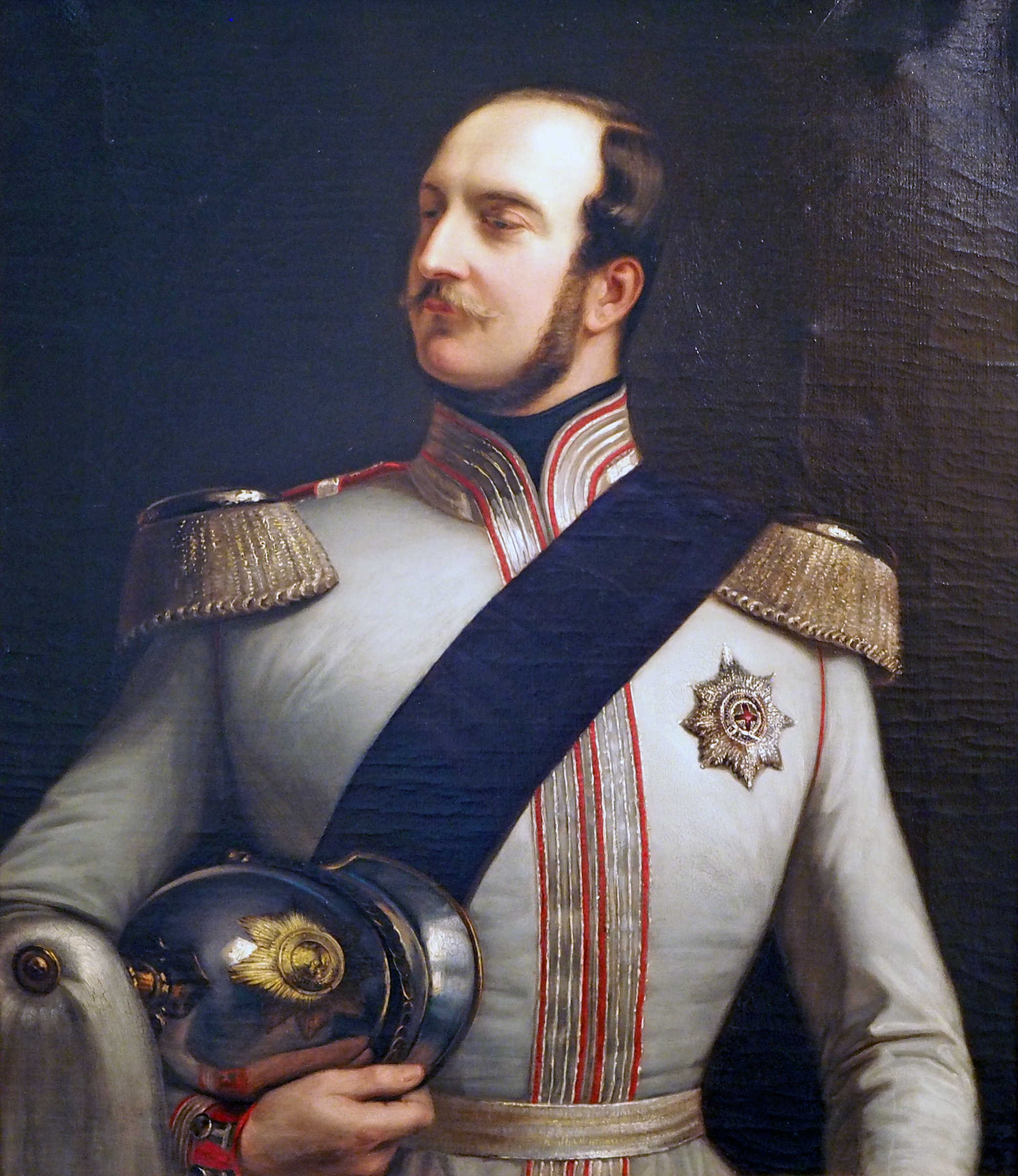
Giorgio V, re di Hannover

Nel 1714, con l'ascesa al trono di Giorgio I, re di Gran Bretagna ed elettore di Hannover, entrambi gli stati vennero retti in unione personale dalla Casa di Hannover. I primi monarchi di questa dinastia mantennero rigorosamente separati i loro beni nei due differenti regni. Giorgio III diede metà dei gioielli personali inglesi come dono di nozze a sua moglie, la regina Carlotta di Meclemburgo-Strelitz. Nel suo testamento, Carlotta lasciò i gioielli alla "Casa di Hannover". Il regno di Hannover seguiva la legge salica e pertanto la sua successione era composta solo da maschi. Per questo, quando la regina Vittoria ascese al trono del Regno Unito, suo zio Ernesto Augusto, duca di Cumberland e Teviotdale, divenne re di Hannover. Re Ernesto chiese una porzione dei gioielli, non solo in quanto monarca dell'Hannover ma anche come figlio della regina Carlotta. Vittoria disse tranquillamente di non avere altri gioielli se non quelli comprati con il denaro inglese (comprendendo quindi chiaramente anche quelli donati da Giorgio III). Il figlio di Ernesto, Giorgio V di Hannover, continuò a chiedere insistentemente la restituzione dei gioielli. Il marito di Vittoria, il principe Alberto, suggerì infine di trovare un accordo finanziario col re di Hannover, ma il parlamento inglese informò la regina di non essere intenzionato ad acquistare i gioielli né a prendere in prestito denari per quel proposito. Venne indetta quindi una commissione parlamentare per investigare la materia e nel 1857 questa propendette a favore della casa di Hannover. Il 28 gennaio 1858, dieci anni dopo la morte di Ernesto, i gioielli vennero consegnati nelle mani dell'ambasciatore dell'Hannover, il conte von Kielmansegg. Vittoria riuscì comunque a mantenere per sé uno dei suoi pezzi preferiti: una fila di perle.

## Proprietà e valutazione
Alcuni gioielli parte della collezione della regina vennero realizzati prima della morte della regina Vittoria nel 1901 e sono legati alla figura privata del monarca, in perpetuo. Gli oggetti realizzati successivamente, inclusi regali ufficiali, possono divenire parte della collezione reale solo a discrezione del monarca in carica. Non è possibile stabilire il valore esatto dell'intera collezione dal momento che molti gioielli hanno una storia unica alle loro spalle e non possono essere venduti ad un mercato ordinario.
A metà del XX secolo, le liste di gioielli erano le seguenti:
- Gioielli lasciati alla Corona dalla regina Vittoria
- Gioielli lasciati dalla regina Vittoria ad Edoardo VII
- Gioielli lasciati dalla regina Vittoria ad Edoardo VII, ma considerati parte di un blocco di gioielli da destinarsi alle future regine o regine consorti
- Gioielli di proprietà di re Giorgio V
- Gioielli lasciati alla Corona dalla regina Maria
- Gioielli lasciati alla Corona da re Giorgio V

## Tiare

### Diadema di Stato del re Giorgio IV

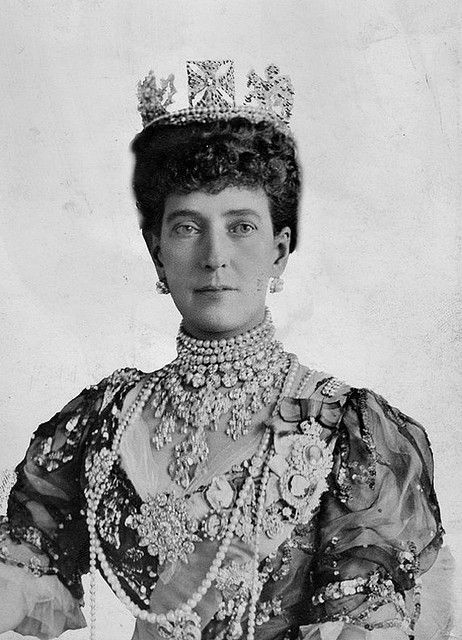
La Regina Alessandra del Regno Unito che indossa il Diadema di Stato

Il siadema di Stato di re Giorgio IV, o diadema di diamanti, venne realizzato nel 1820 in occasione dell'imminente incoronazione di re Giorgio IV del Regno Unito, il quale utilizzò il diadema come completamento del cappuccio di stato, utilizzato dallo stesso re durante le processioni dell'incoronazione nell'Abbazia di Westminster; il diadema è composto da 169 perle 1333 diamanti del peso totale 325,75 carati, i quali disegnano rose, cardi e trifogli, rispettivamente i simboli d'Inghilterra, Scozia ed Irlanda. Dopo la morte di Giorgio IV, il diadema venne utilizzato prevalentemente durante le processioni dell'Incoronazione della regina Vittoria nel 1838 e successivamente nel 1953, per l'Incoronazione di Elisabetta II, la quale indossò personalmente il diadema durante l'entrata nell'Abbazia e le processioni verso il trono. La Regina lo ha indossato inoltre durante l'apertura annuale del Parlamento, prima e dopo aver indossato la Corona Imperiale di Stato; infine è il diadema più comunemente utilizzato in sostituzione alla Corona reale del Regno Unito, utilizzato invece, durante il regno di Elisabetta II come corona ufficiale per il Canada e l'Australia.

### Tiara "Delhi Durbar"

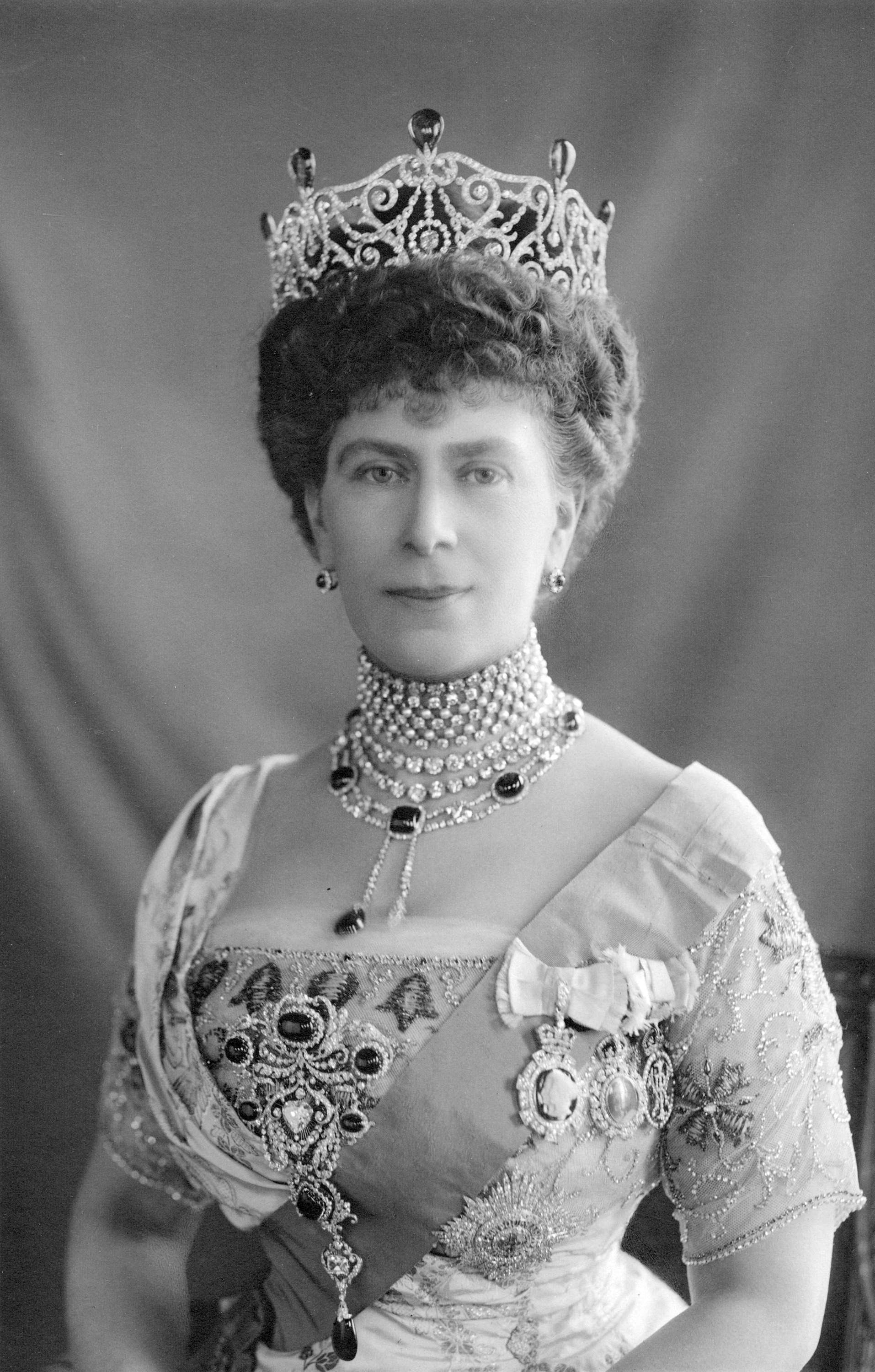
Maria di Teck che indossa la versione originale della tiara "Delhi Durbar"

Nel 1911, in occasione del Delhi Durbar (incoronazione del sovrano britannico quale imperatore d'India), la regina Maria, moglie del re Giorgio V, commissionò alla gioiellerie londinese Garrard & Co una nuova tiara, che fu appunto chiamata "Delhi Durbar"; la tiara ha la forma di un alto cerchio di lire e volute a S, collegate da festoni di diamanti taglio brillante e rosa, il bordo superiore era originariamente incastonato con dieci smeraldi Cambridge, che la regina Maria aveva acquistato nel 1910 da lady Kilmorey, amante del fratello Francesco, originariamente proprietà della nonna Augusta, duchessa di Cambridge, ma questi furono rimossi nel 1922 per essere utilizzati altrove. L'anno successivo al Delhi Durbar, la tiara venne modificata al fine di ospitare i Cullinan III e IV, le parti più piccoli della Stella d'Africa, uno dei diamanti più grandi del mondo che costituì numerosi gioielli della collezione britannica, soprattutto spille. Dei due diamanti, quello a forma di goccia venne posto nella parte superiore del gioiello, mentre quella a forma di cuscino era incastonato nell'apertura ovale sottostante .
Maria di Teck indossò la tiara per il resto del suo regno, per poi prestarla alla nuora, la regina Elizabeth, poi regina madre, che indossò il gioiello all'apertura della sessione del Parlamento sudafricano del 1947 . Probabilmente la regina madre ereditò dalla suocera Maria la Delhi Durbar, ma comunque il gioiello non si vide in pubblico fino al 2005 quando la duchessa di Cornovaglia, poi regina Camilla, la indossò in occasione del banchetto di stato in onore dei sovrani di Norvegia. La "Delhi Durbar" fu la prima tiara che Camilla indossò dopo le sue nozze con Carlo di Galles nell'aprile del 2005 .

### Tiara con frange della regina Adelaide

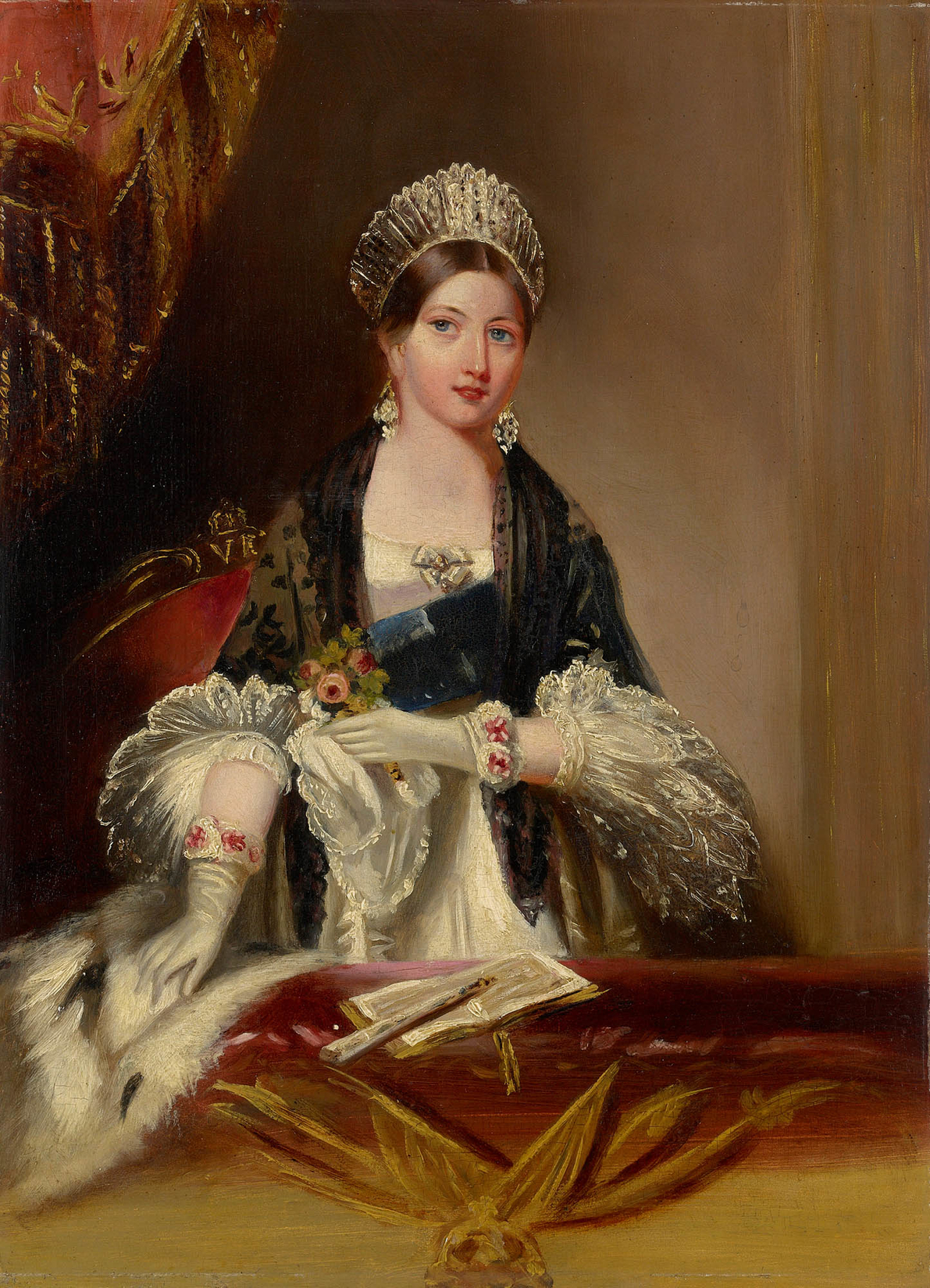
Ritratto della regina Vittoria, Edmund Thomas Parris, 1837, che indossa la tiara con frange della regina Adelaide

La tiara con frange della regina Adelaide venne commissionata dal re Guglielmo IV di Gran Bretagna, per la moglie e regina Adelaide, utilizzando alcuni diamanti appartenuti ai genitori Giorgio III e la regina Carlotta; a realizzare il gioiello fu Rundell & Bridge nel 1831 ed è descritto come "sessanta barre graduate incastonate a brillante, le barre centrali con pietre a taglio cuscino e a forma di pera, divise da 60 punte graduate incastonate a brillante. Sei piccole barre graduate extra e cinque punte staccate. I fissaggi della tiara rimossi" da Sir Hugh Roberts, ex direttore della Royal Collection, nel suo libro The Queen's Diamonds. La frangia di diamanti venne indossata dalla regina Adelaide come collana in alcuni ritratti, mentre la regina Vittoria la indossò come tiara.

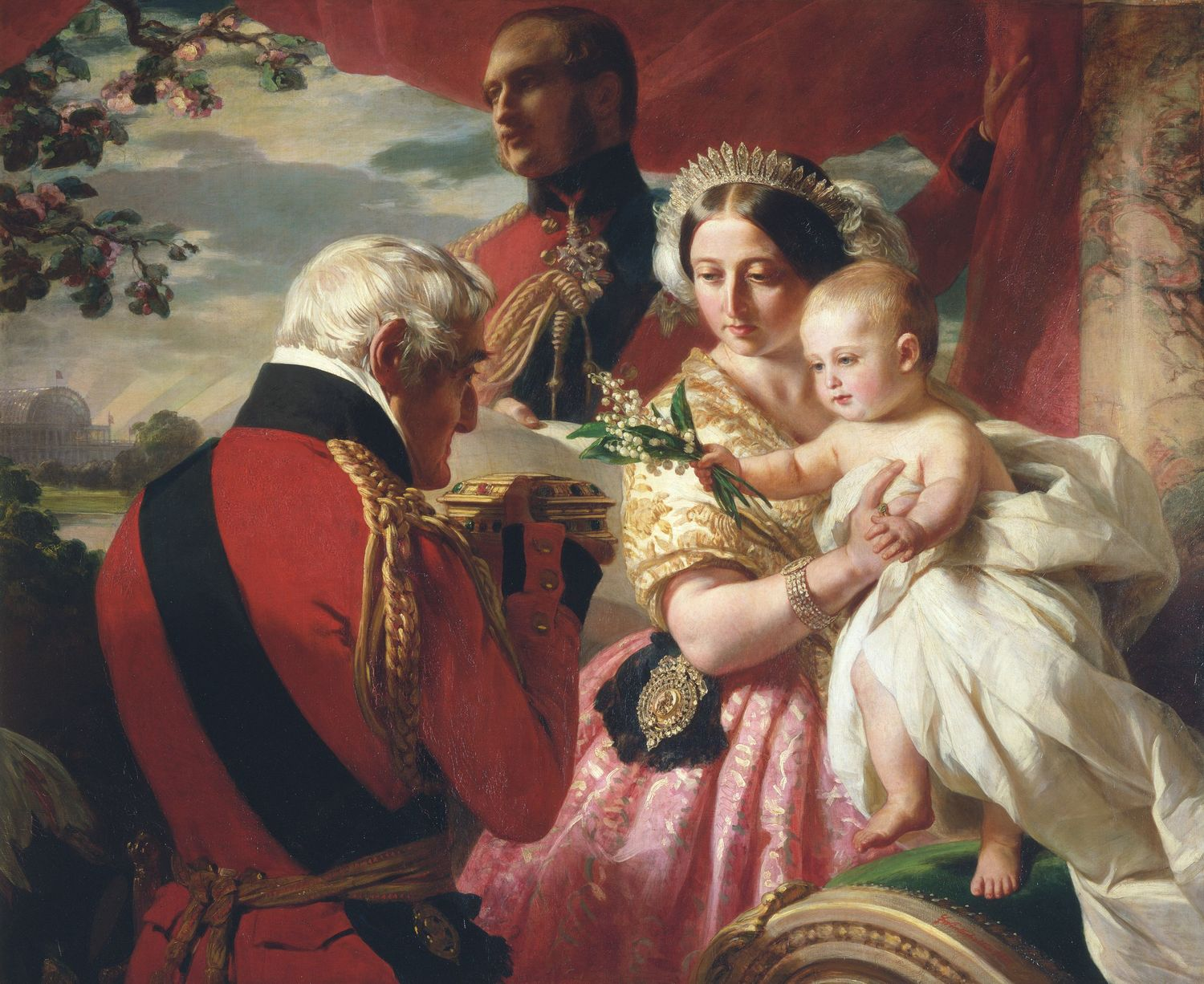
Il primo maggio, Franz Xaver Winterhalter, la regina Vittoria che indossa la tiara frangiata della regina Adelaide

La frangia di diamanti fu donata alla regina Vittoria nel 1837, in occasione della sua ascesa al trono, e venne indossata come tiara nel novembre di quell'anno per uno spettacolo di gala. Continuò a indossare la Fringe durante i primi decenni del suo regno: Nel dipinto Il primo maggio, di Franz Xaver Winterhalter, completato nel 1851, si vede Vittoria indossare la tiara mentre tiene in braccio il principe Arturo, futuro duca di Connaught e Strathearn . In un velato riferimento all'adorazione dei Magi, il Duca di Wellington è visto mentre presenta un dono al giovane principe. La tiara con frange fu classificata come "cimelio della Corona" nell'inventario dei gioielli della regina Vittoria di Garrard del 1858 , riuscendo a restare in Gran Bretagna nonostante la disputa su alcuni gioielli con il Regno di Hannover, rendendolo uno dei pezzi più antichi della collezione reale. Negli ultimi anni, la regina Vittoria indossò solitamente la tiara come collana, in particolare per i suoi ritratti del Giubileo di diamante. La tiara della regina Adelaide divenne un cimelio della Corona, ovvero che alla morte del sovrano passa al monarca britannico successivo, alla morte della regina Vittoria nel 1901 e fu indossata da sua nuora, la regina Alessandra, moglie di Edoardo VII, in vita al suo abito per la sua incoronazione nell'Abbazia di Westminster nel 1902. La regina Mary, che le successe nel 1910, indossò la tiara con frange per un paio di ritratti scattati negli anni precedenti la Prima guerra mondiale. Tuttavia, la sovrana fece realizzare la sua tiara con frange nel 1919, che per decenni è stata confusa con il gioiello della regina Adelaide, persino dal Palazzo.
La tiara con frange della regina Adelaide entrò in possesso della regina Elizabeth, poi regina madre, dopo l'ascesa al trono di re Giorgio VI nel 1936, quando fu trasformata nuovamente in collana da Garrard, che aggiunse un "bottonino automatico nascosto" alla frangia. La Regina madre, come è meglio conosciuta, ha mantenuto il gioiello fino alla sua morte nel 2002, indossandolo negli anni '50: per una serie di ritratti di Dorothy Wilding, a un banchetto alla Columbia University, a una cena in Australia ed una volta quando abbinò la collana alla tiara con frange della regina Maria. Con la morte della regina madre, Elisabetta II ereditò il gioiello ma non lo indossò mai pubblicamente .

### Tiara con frange della regina Maria

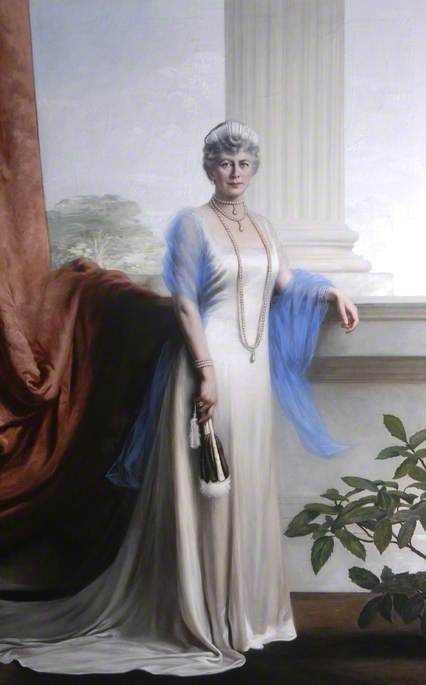
Ritratto della regina Maria, John Saint-Helier Lander, 1936, che indossa la sua Tiara Fringe, creata nel 1919 da Garrard

La Tiara con frange della regina Maria, commissionata da Maria di Teck, moglie di re Giorgio V, nel 1919 al gioielliere Garrard & Co, il quale per realizzare il gioiello, su ordine della sovrana, ruppe una collana con frange che fu un regalo di nozze della regina Vittoria. Garrard trasformò il tutto in una tiara in stile Kokošnik, compostq da 47 barre affusolate graduate con brillanti e rose incastonate, separate da 46 punte più strette, che potevano comunque essere rimosse per creare una collana. La tiara viene spesso confusa con la tiara con frange che fu proprietà della regina Adelaide, moglie del sovrano Guglielmo IV. Il gioiello fu portato dalla regina Mary in diverse fotografie ufficiali; nel 1936, la sovrana donò la Fringe alla nuova, la regina Elizabeth, poi regina madre, in occasione della sua ascesa al trono assieme al consorte Giorgio VI. Elizabeth indossò la tiara per il suo primo ritratto da regina e frequentemente durante tutto il suo regno (1936 - 1952), abbinandola molto spessò ad una collana di smeraldi e diamanti e la tiara frangiata della regina Adelaide che poteva essere indossata come collana. Sir Henry Channon definì la tiara  "una brutta tiara a spillini" .
Nel 1947 la regina Elizabeth prestò il gioiello alla primogenita Elisabetta, in occasione del suo matrimonio con il principe Filippo poi duca di Edimburgo; la mattina del grande giorno, mentre la principessa Elisabetta preparando, la tiara con frange della regina Maria si spezzò e così il gioielliere di corte, che era pronto in caso di emergenza, fu portato di corsa da Buckingham Palace al suo laboratorio, scortato dalla polizia. La regina Elisabetta rassicurò la figlia che il tutto si sarebbe aggiustato e così fu. Tuttavia, nelle foto si può ancora vedere il buco nel punto in cui la cornice fu riparata in fretta, quando la regina Elisabetta indossò la tiara qualche giorno dopo. La tiara venne indossata nel 1973 dalla principessa Anna in occasione del suo matrimonio con Mark Philips e nel 2020 dalla principessa Beatrice di York in occasione delle sue nozze con Edoardo Mapelli Mozzi. Ereditata la Fringe dalla madre, Elisabetta II indossò la Fringe pubblicamente solo in occasione di un ritratto ufficiale come sovrana della Nuova Zelanda e per una cena ufficiale .

### Tiara "Vladimir"

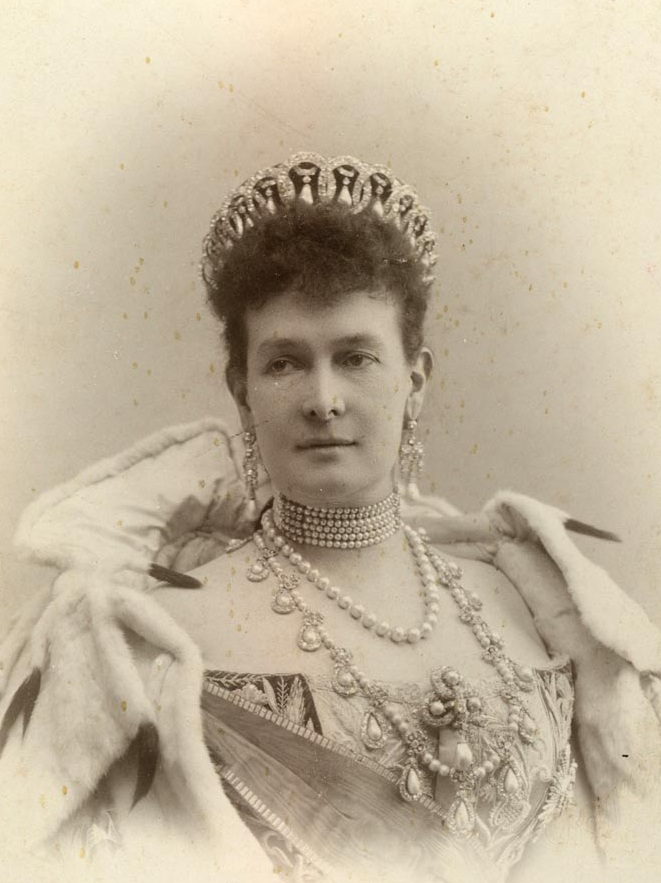
La granduchessa Maria Pavlovna di Russia con la tiara nella versione perle

La tiara "Vladimir", o della granduchessa Vladimir, fu commissionata al gioielliere di corte russo Bolin per il Granduca Vladimir Aleksandrovič di Russia che nel 1874 sposò Maria di Meclemburgo-Schwerin, che ricevette la tiara come regalo di nozze dal marito; la tiara composta da cerchi di diamanti intrecciati, incastonati in oro e argento, con perle pendenti a forma di pera. Il gioiello era flessibile così che poteva essere indossato sia nella sua forma originale sia a corona chiusa, con o senza perle a forma di pera, che in seguito potevano essere sostituite con gli smeraldi Cambridge. La granduchessa Vladimir iniziò a indossare la tiara in occasioni di balli reali e ritratti dopo il matrimonio, venendo spesso ritratta con il copricapo insieme ad altri pezzi della sua leggendaria collezione di perle. Un'apparizione degna di nota avvenne alle nozze di Ernesto II di Hohenlohe-Langenburg e di sua nipote, la Alessandra di Sassonia-Coburgo-Gotha, nel 1896, quando la Granduchessa indossò la tiara accanto alla sua futura proprietaria, la regina Maria. 

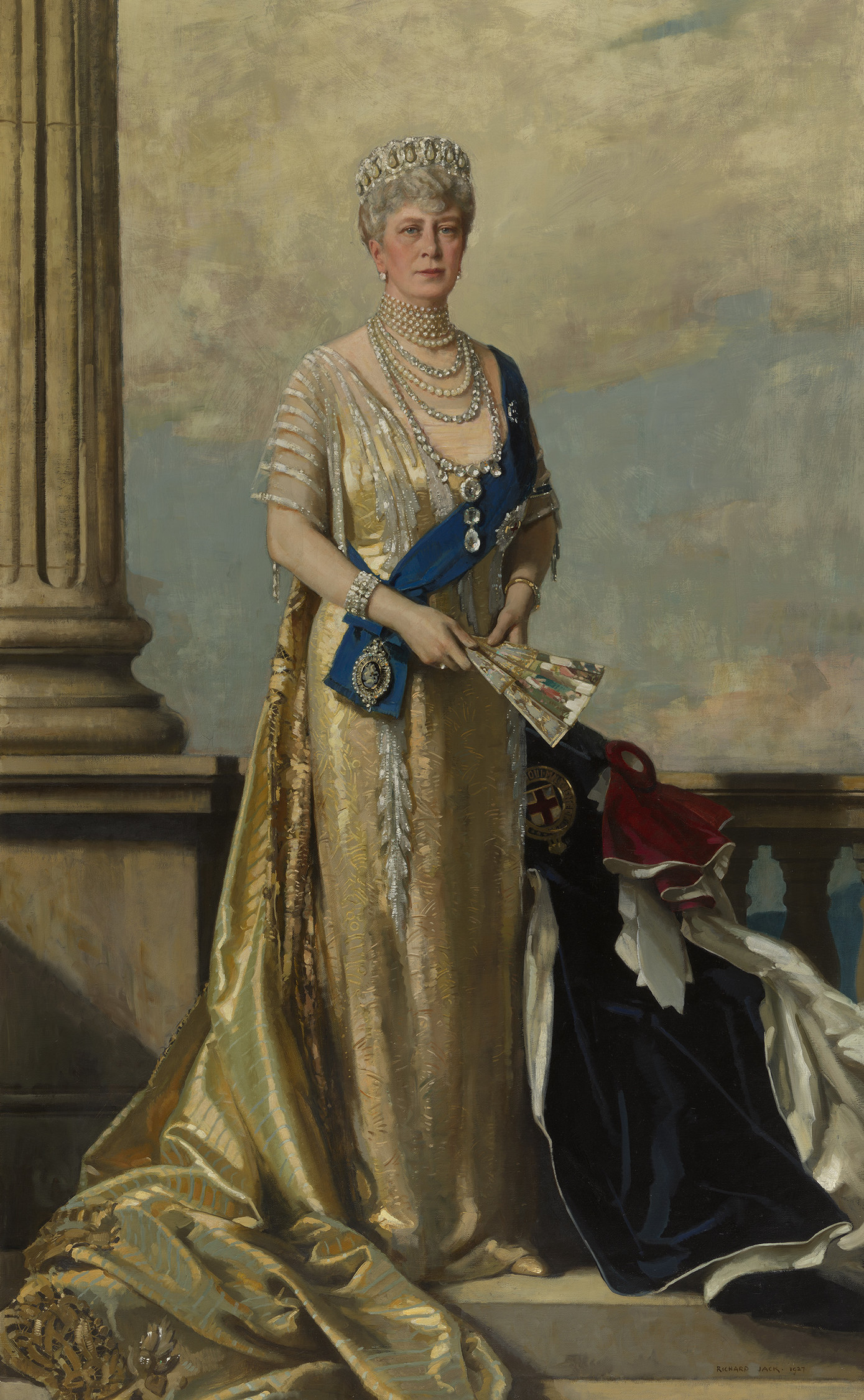
Ritratto di Maria di Teck, Richard Jack, 1927, che indossa la tiara Vladimir con perle

Quando fuggì da San Pietroburgo in seguito alla Rivoluzione di febbraio del 1917, i gioielli della granduchessa Vladimir rimasero in una cassaforte nascosta nella sua camera da letto a Palazzo Vladimirskij, finché suo figlio, il Granduca Boris, ed un amico, Bertie Stopford, si intrufolarono nel palazzo imperiale travestiti da operai, portando fuori di nascosto i gioielli, che furono poi portati fuori dalla Russia e depositate in una cassetta di sicurezza a Londra. Un inventario effettuato da Garrard all'inizio del 1920 rivelò che la Tiara Vladimir era stata danneggiata durante il viaggio, con la mancanza di alcune perle e diamanti. La granduchessa Vladimir fu l'ultima Romanov a fuggire dalla Russia e morì pochi mesi dopo, nel settembre del 1920; la granduchessa lasciò i suoi gioielli ai figli in gruppi di pietre preziose, lasciando all'unica figlia Elena Vladimirovna, principessa di Grecia e Danimarca in quanto consorte di Nicola di Grecia, la Tiara Vladimir la quale fu venduta dalla nuova proprietaria alla regina Maria di Gran Bretagna, nel 1921 per 28 000 sterline .

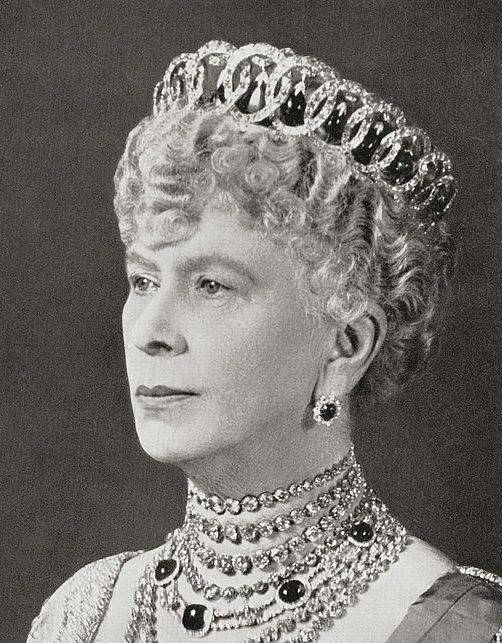
La regina Maria fotografata nel 1934 che indossa la tiara "Vladimir" con gli smeraldi

Subito dopo il suo acquisto, la regina Maria fece inviare la tiara "Vladimir" al gioielliere Garrard & Co, per poi indossare la nuova tiara all'apertura del Parlamento nel 1924. Quello stesso anno, la tiara "Vladimir" fu resa più adattabile per poter essere indossata con quindici smeraldi Cambridge della famiglia della sovrana, una combinazione che fu abbinata molto spesso alla parure Delhi Durbar, anch'essa realizzata con smeraldi Cambridge, sia dalla regina Maria che dalla nipote, Elisabetta II. Maria di Teck indossò spesso la "Vladimir" per i ritratti durante gli anni ''20 e '30, in particolare durante le celebrazioni del giubileo d'argento del marito Giorgio V nel 1935. Rimasta vedova nel 1936, la sovrana rimase proprietaria del gioiello fino al 1953, quando lo lasciò alla nipote, la regina Elisabetta II; la tiara fece la sua prima apparizione pubblica dopo decenni in occasione di un banchetto organizzato dal Ministero degli Esteri alla Lancaster House di Londra, per celebrare l'incoronazione della neo sovrana. Più tardi, quello stesso anno, la regina portò con sé la tiara "Vladimir" durante un viaggio nel Commonwealth di sei mesi e indossò la versione smeraldo della tiara con la parure Delhi Durbar in diverse occasioni in Australia, mentre la versione con perle fu indossata in particolare per l'inaugurazione del Parlamento a Ceylon nel 1954. Angela Kelly, costumista della defunta regina, scrisse a proposito dello scambio di perle e smeraldi nella tiara "Vladimir" | The Royal Watcher :

### Tiara "delle ragazze di Gran Bretagna e d'Irlanda"

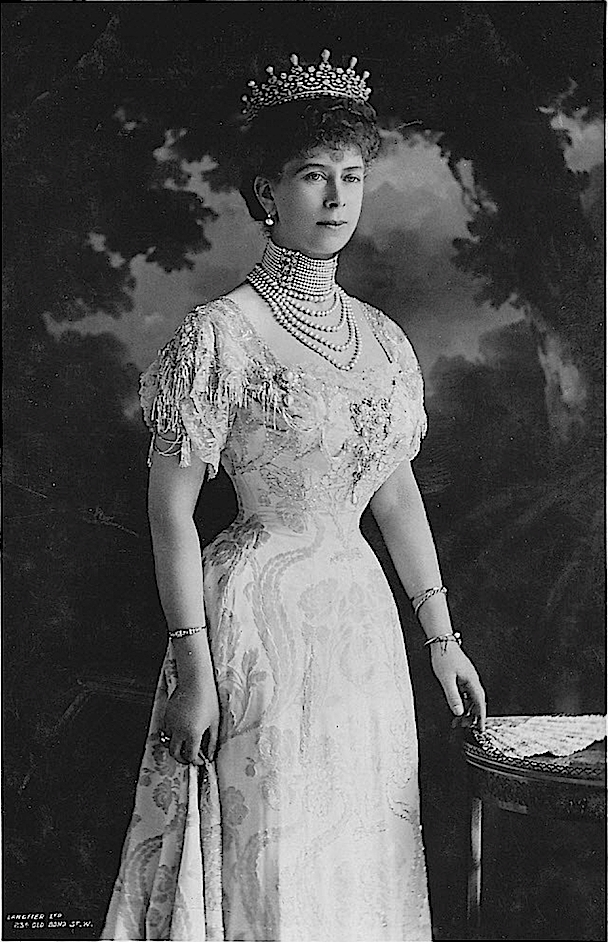
Fotografia di Maria di Teck, ancora principessa di Galles, che indossa la tiara "delle ragazze di Gran Bretagna e d'Irlanda" nel 1908

La tiara "delle ragazze di Gran Bretagna e d'Irlanda" venne realizzata nel 1893 in occasione delle nozze della principessa Maria di Teck con il principe Giorgio, duca di York, da E. Wolff and Co. su commissione di Garrard & Co, da un comitato noto come "Girls of Great Britain and Ireland" guidato da lady Eva Greville . La nuova duchessa di York iniziò a indossare la tiara "delle ragazze di Gran Bretagna e d'Irlanda" subito dopo il matrimonio, in occasione del ballo della Devonshire House  tenutosi durante le celebrazioni del giubileo di diamante della regina Vittoria nel 1897, dove Maria vestiva da "dama di corte di Margherita di Valois". Con l'ascesa al trono dei suoceri Edoardo VII e Alessandra, Maria, nuova principessa di Galles, indossò la tiara in occasione dell'incoronazione dei nuovi sovrani nel 1902. La tiara fu una delle prime che la neo regina Maria, ascesa al trono con il marito Giorgio V nel 1910, indossò nei vari ritratti o fotografie ufficiali. Nel 1914 la regina Maria fece modificare la tiara "delle ragazze di Gran Bretagna e d'Irlanda" rimuovendo le perle per aggiungerle alla tiara "Nodo d'amore" di Cambridge, mentre i diamanti della tiara Surrey Fringe furono utilizzati per la tiara delle ragazze di Gran Bretagna e d'Irlanda. Leslie Fiedler, autrice di The Queen's Jewels, la descrisse come "un festone a pergamena con nove grandi perle orientali su punte di diamanti e incastonate su una base di castoni alternati rotondi e a losanga, tra due semplici fasce di diamanti". Anche la base a fascia della tiara fu rimossa per poterla indossarla separatamente. Negli anni '20 e '30, la regina Maria venne fotografata con la tiara delle ragazze di Gran Bretagna e d'Irlanda, anche come bandeau, ovvero indossando solo la fascia di diamanti inferiore.

La regina Elisabetta II, fotografata come monarca d'Australia, che indossa la tiara delle ragazze di Gran Bretagna e d'Irlanda nel 1996

Quando la principessa Elisabetta sposò il principe Filippo di Grecia e Danimarca nel 1947, la regina Maria donò alla nipote la tiara come dono di nozze, assieme ad altri numerosi e differenti gioielli reali. La tiara, con la base a fascia esposta separatamente, fu tra i doni esposti a Palazzo di St. James tra novembre 1947 e marzo 1948, venendo ammirata da oltre 200 000 visitatori. In un primo momento Elisabetta indossò la tiara senza la sua base né le perle, ma la base le venne riattaccata nel 1969 , mantenendo comunque i diamanti all'apice. Elisabetta II indossò la tiara innumerevoli volte sia in Regno Unito, nel Commonwealth e in varie occasioni in paesi stranieri, divenendo probabilmente il gioiello preferito della sovrana. Questa tiara è uno dei pezzi più noti della collezione della regina Elisabetta per il suo uso su banconote e monete del Regno Unito . Una delle ultime volta che Elisabetta II indossò la tiara fu in occasione della cena per il corpo diplomatico, tenutasi a Buckingham Palace nel 2018. Nel 2023, la regina Camilla, ascesa al trono assieme al marito Carlo III nel 2022, indossò la tiara durante un banchetto per la propria incoronazione alla Mansion House di Londra e durante il ricevimento per il corpo diplomatico nel dicembre dello stesso anno .

### Tiara di rubini birmani

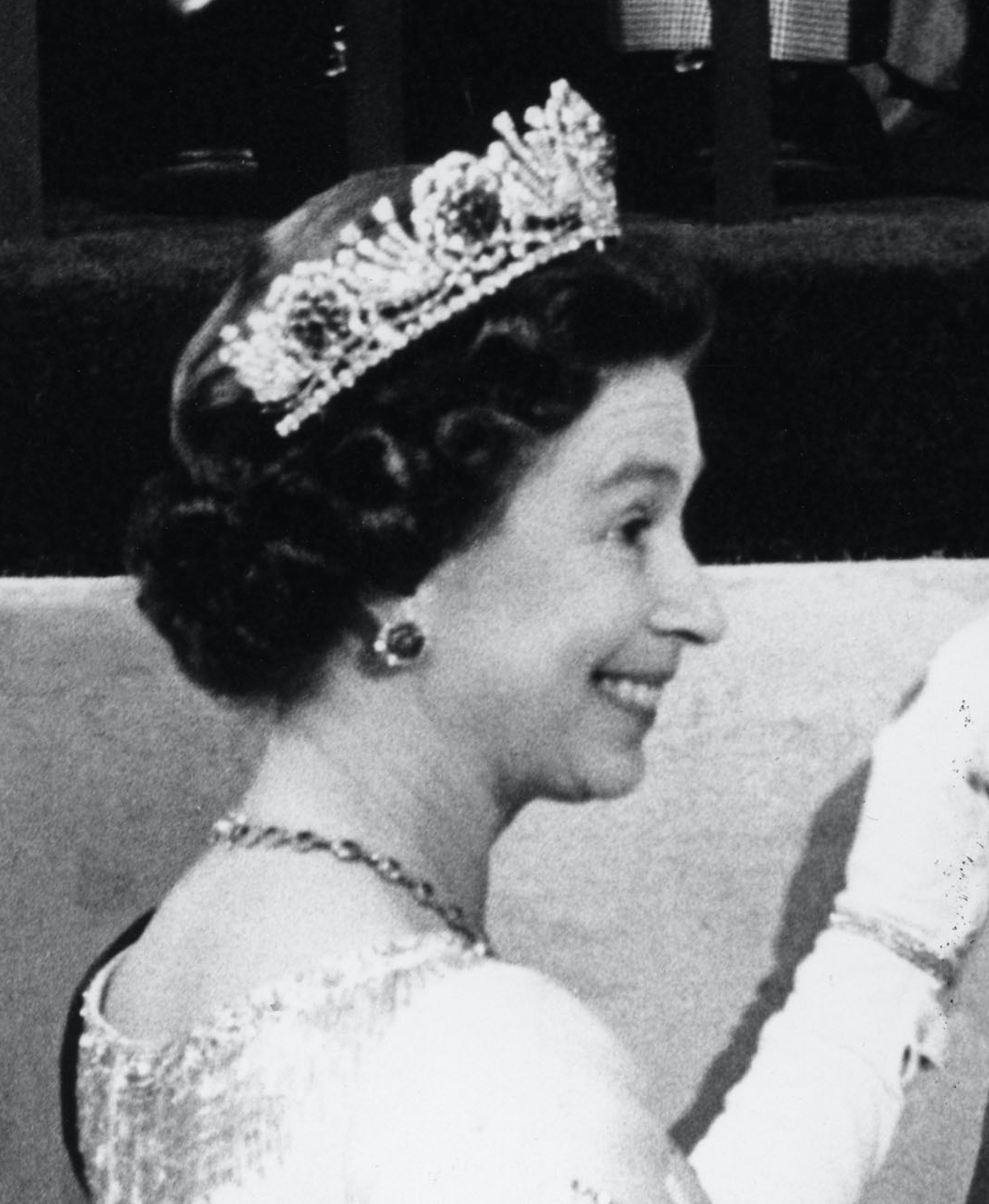
La regina Elisabetta II che indossa la tiara di rubini birmani il 28 febbraio 1977

La tiara di rubini birmani fu realizzata nel 1973 dal gioielliere Garrard & Co: quando Elisabetta II, ancora principessa, sposò il principe Filippo, duca di Edimburgo nel 1947, ricevette dal popolo birmano una collana da 96 rubini, che si credeva proteggessero da 96 malattie. I rubini, mai indossati pubblicamente dalla sovrana, furono esposti insieme agli altri doni nuziali in una mostra al Palazzo di St James nei giorni precedenti le nozze. Un altro dei tanti doni nuziali fu la Tiara del Osman Ali Khan, che Elisabetta indossò nei primi anni '50. Nel 1973 la regina fornì così a Garrard & Co i rubini birmani ed i diamanti Hyderabad che costituirono una tiara che porta le rose araldiche dei Tudor; la tiara venne disegnata come un mazzo di rose, con argento e diamanti a realizzare i petali e grappoli d'oro e rubini per il centro dei fiori . La regina indossò per la prima volta la tiara di rubini birmani durante la sua prima visita di stato in Giappone nel 1975, in seguito portò il gioiello per un gala tenuto in occasione del suo Giubileo d'argento al Covent Garden nel 1977, nonché durante i viaggi giubilari in tutto il Commonwealth. La tiara fu indossata anche durante le visite di stato in Danimarca nel 1979 e dei sovrani olandesi in Gran Bretagna nel 1982 .
Dopo un intervallo di quasi un decennio, Elisabetta II ha indossato la tiara di rubini birmani in occasione del banchetto di stato a Buckingham Palace, tenutosi in occasione della visita di stato del presidente degli Stati Uniti Trump. Nel novembre 2023, la tiara di rubini birmani è stata indossata dalla regina Camilla al banchetto di stato sudcoreano ed in occasione del banchetto di stato in onore dei sovrani Naruhito e Masako del Giappone a giugno 2024 .

### Tiara "Kokošnik" della regina Alessandra

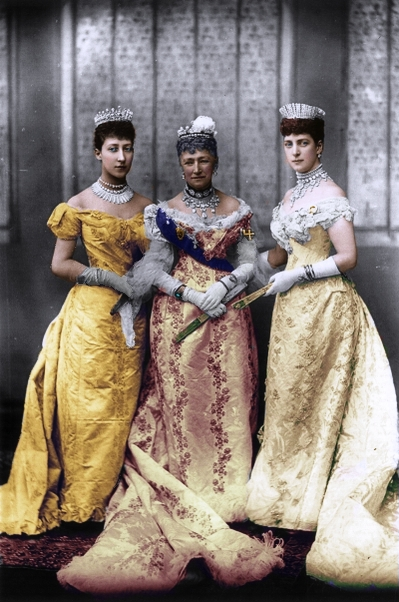
Alessandra, prima da destra, che indossa la sua tiara "Kokošnik" nel 1893

Nel 1888 in occasione della nozze d'argento dei principi di Galles, Edoardo e Alessandra, 365 dame dell'alta società raccolsero fondi per donare una tiara alla regina Alessandra, composta da 77 diamanti a barre graduate e realizzata dal gioielliere londinese della Corona, Garrard & Co. L'aspetto della tiara si ispira, su richiesta della regina Alessandra, a una tiara russa kokošnik di diamanti indossata da sua sorella, l'imperatrice Maria Feodorovna, nata Dagmar di Danimarca; il kokošnik comunque è un copricapo tradizionale russo, che faceva anche parte dell'abito di corte imperiale russo, diventando, all'inizio del XIX secolo, quasi una moda per le tiare reali poiché in quasi tutte le collezioni di gioielli delle case reali vi ne è presente una. La tiara fu donata alla principessa del Galles dalla marchesa di Ailesbury, che ne guidò l'iniziativa, fino a quel momento Alessandra aveva posseduto solo una parure di perle e diamante, regalo di nozze, di conseguenza il copricapo di diamanti fu senza dubbio un dono gradito, insieme alla tiara di ametista donata dallo zar. La tiara "Kokošnik" fu indossata in particolare dalla principessa del Galles in occasione delle nozze di suo figlio, Giorgio, duca di York, con la principessa Maria di Teck nella cappella reale di Palazzo di St. James nel 1893. In una lettere della principessa Maria alla zia Augusta di Mecleburgo-Strelitz descrisse la tiara: "Il regalo è magnifico [...] Le signore della buona società hanno donato [ad Alessandra] una splendida tiara puntata di diamanti "Il regalo è magnifico [...] Le signore della buona società hanno donato [ad Alessandra] una splendida tiara puntata di diamanti  ". 

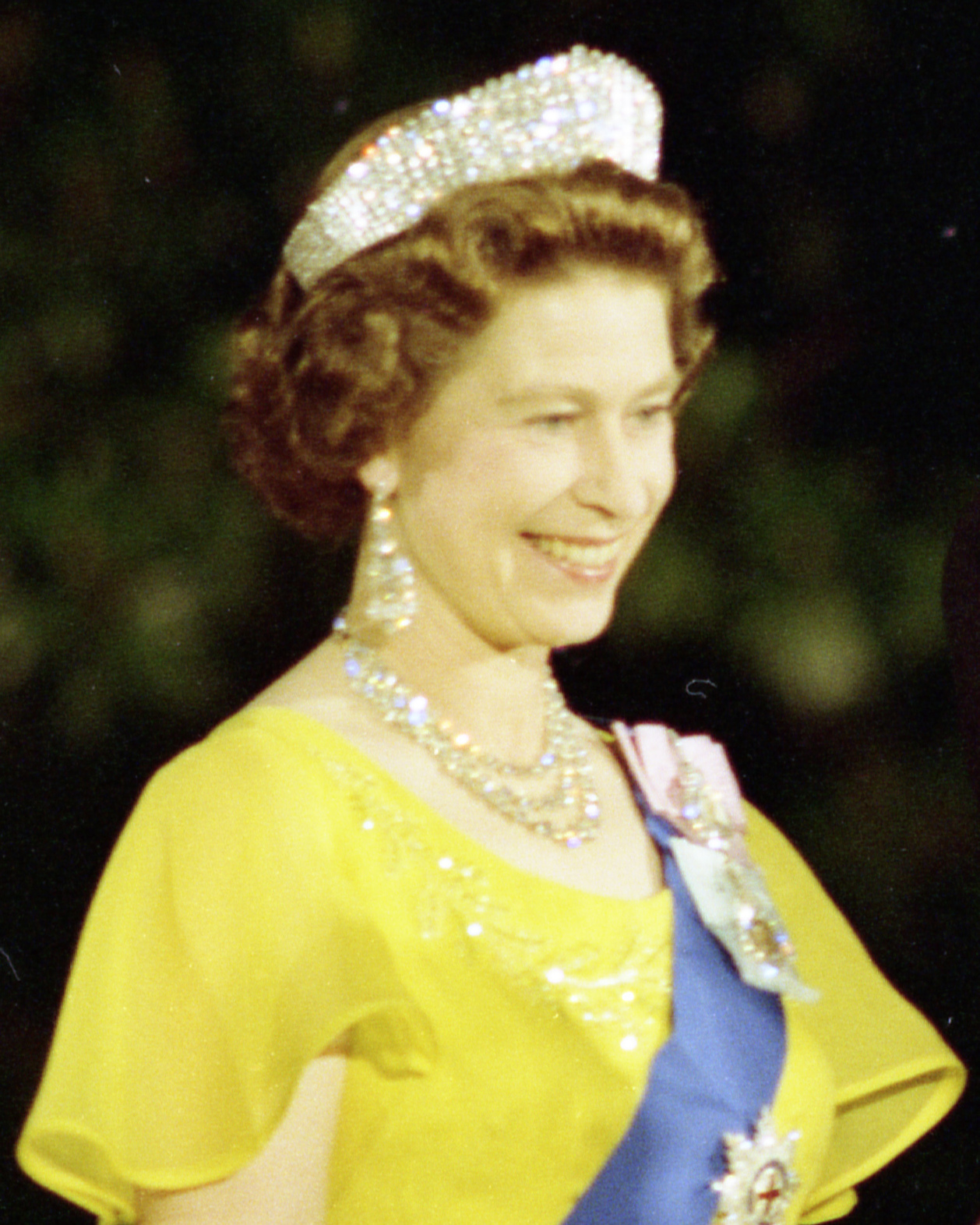
Elisabetta II che indossa la tiara "Kokošnik" in occasione di un gala alla Casa Bianca

Due anni dopo, la tiara fu modificata da Garrard, che la inserì in una nuova montatura autoregolante e, a un certo punto, sedici delle barrette di diamanti più piccole furono rimosse; l'attuale tiara è ora composta da sessantuno barrette graduate, incastonate con un totale di 488 diamanti. Intorno al 1890, la regina Alessandra prestò la tiara di diamanti "Kokošnik" a sua madre, la regina Luisa di Danimarca, per un ritratto che fu utilizzato dall'artista Josef Theodor Hansen per scolpire un bassorilievo della regina Luisa, oggi conservato al Palazzo di Amalienborg. Dopo la morte di Alessandra nel 1925, la tiara fu tra i gioielli ereditati da sua nuora, la regina Maria che la utilizzò in particolare per una serie di ritratti scattati da Hay Wrightson nel 1934. Morto il consorte Giorgio V, Maria di Teck continuò a possedere la tiara la quale indossò in una serie di ritratti in occasione del suo ottantesimo compleanno, nel 1947. Quando Maria morì, lasciò la tiara alla nipote Elisabetta II, all'epoca a poche settimane dalla sua incoronazione nell'Abbazia di Westminster. La "Kokošnik" fece il suo debutto l'anno successivo, in occasione dell'apertura del Parlamento neozelandese e di quello australiano nel 1954, apparendo diverse volte durante tour nel Commonwealth. La sovrana Elisabetta indossò la tiara numerose volte per tutto il suo regno di platino; la regina Camilla ha indossato per la prima volta la tiara "Kokošnik" della regina Alessandra per il banchetto di stato del Qatar a Buckingham Palace nel dicembre 2024 .

### Tiara "Nodo d'amore" della regina Maria

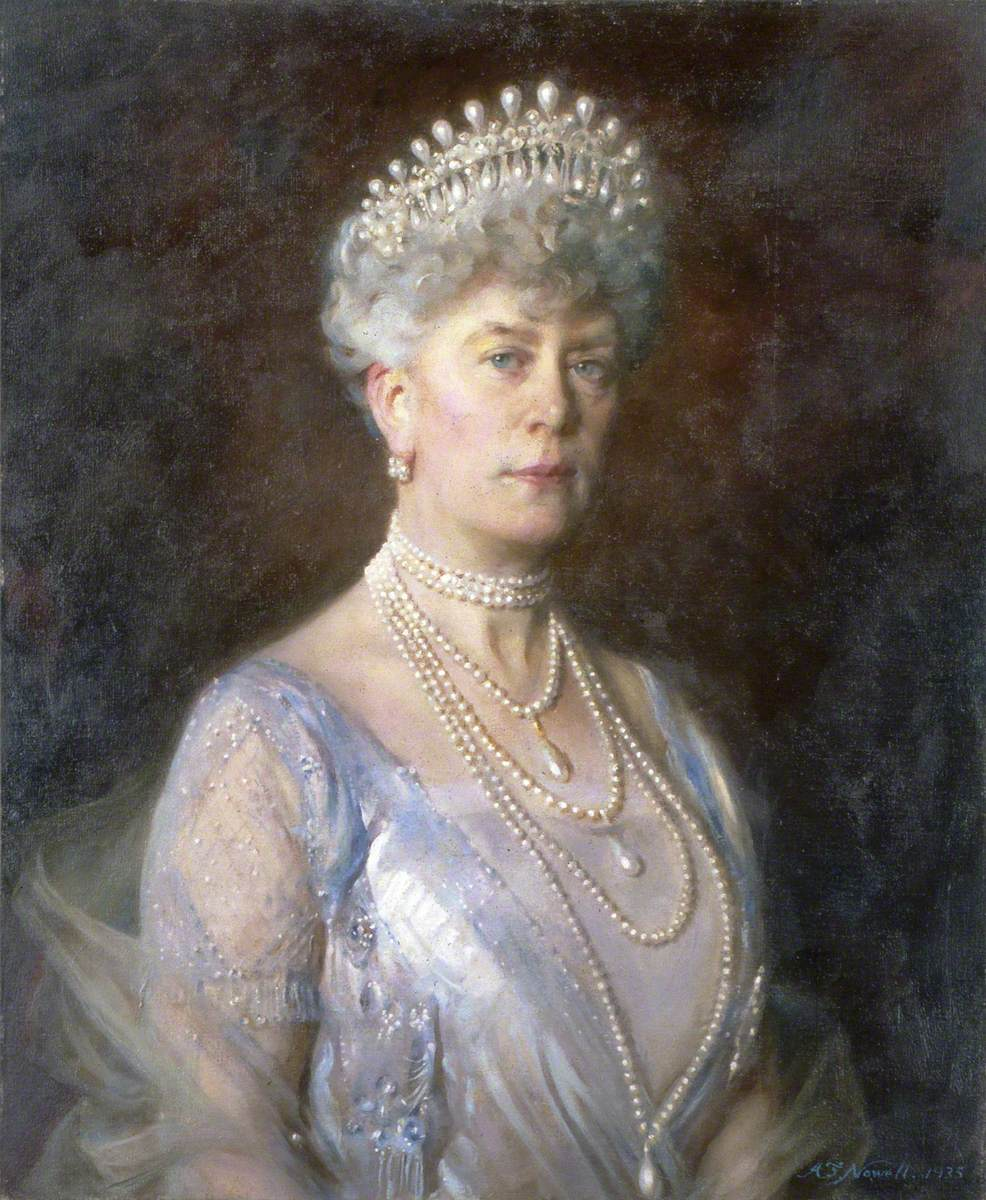
Maria di Teck, ritratta da Arthur Trevethin Nowell nel 1936, che indossa la tiara "Nodo d'amore", commissionata nel 1913

La tiara "Nodo d'amore" della regina Maria, conosciuta anche come tiara con nodo d'amore della regina Maria o tiara con nodo d'amore di Cambridge, venne creata nel 1913 quando la regina Maria commissionò a Garrard & Co una tiara con perle a forma di pera sospese in una montatura di diamanti a forma di nodo d'amore, sormontata da altre perle a forma di pera ricavate dalla tiara delle ragazze di Gran Bretagna e d'Irlanda. Il modello era una tiara a forma di nodo d'amore di Cambridge appartenuta alla nonna della sovrana, Augusta, duchessa di Cambridge, e all'epoca appartenuta a sua zia Augusta, granduchessa di Meclemburgo-Strelitz. Esistono cinque o sei tiare a forma di nodo d'amore identiche; quella originale Cambridge appartiene oggi alla famiglia dei principi Waldburg-Zeil, un altro gioiello con nodi d'amore apparteneva alla collezione reale della dinastia bavarese dei Wittelsbach, mentre altre tiare con tal forme appartengono a collezioni private. La regina Maria indossò in particolare la sua Nodo d'amore in alcuni ritratti, tra cui una serie scattata nel 1926 ed un ritratto di Arthur Trevethin Nowell del 1927, nonché in occasione di un concerto alla Royal Albert Hall del 1934, solitamente abbinandola a collane e bracciali di perle. Nel 1934 la sovrana rimosse le perle a forma di pera superiori e conservò il gioiello durante la vedovanza (1936 - 1953).

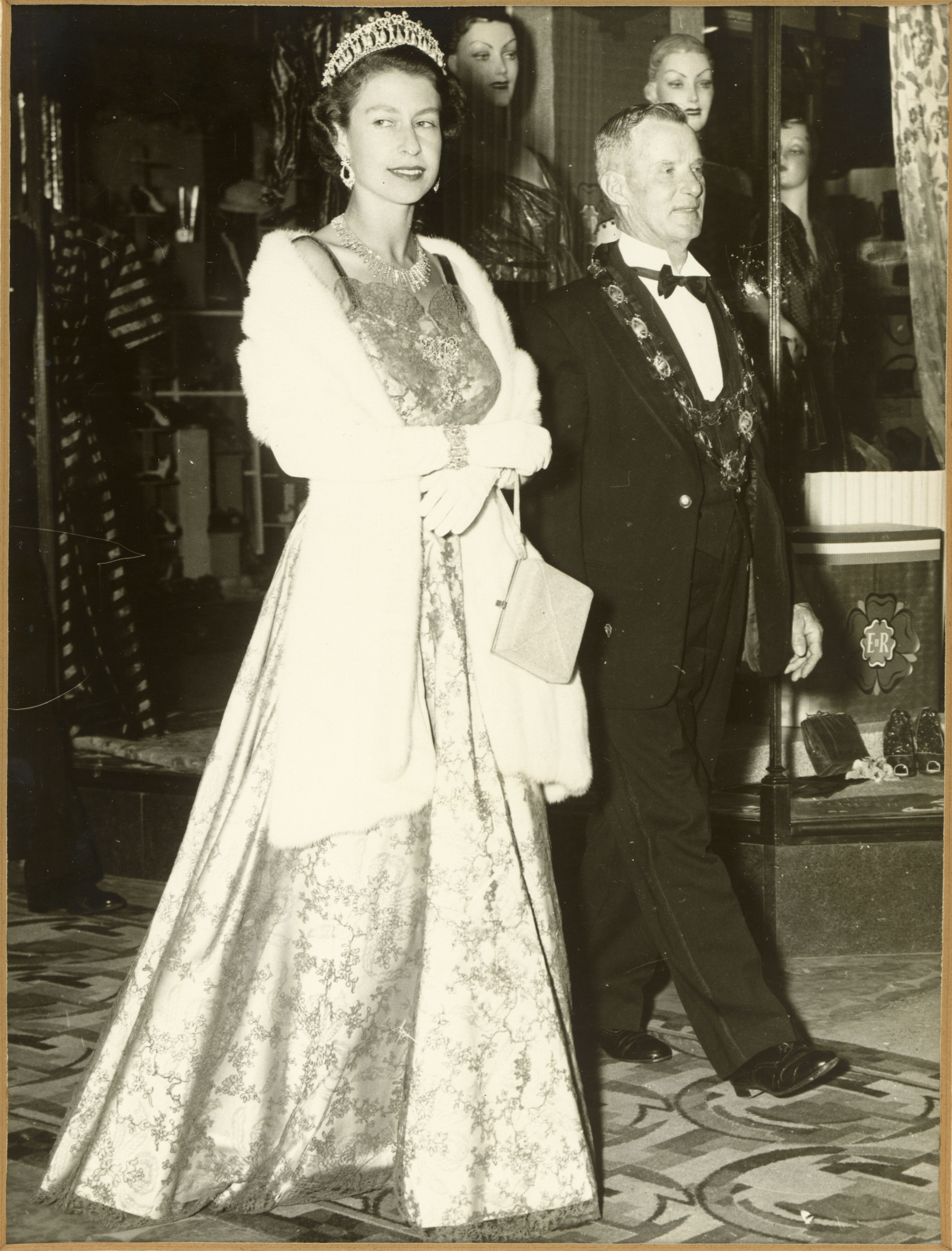
Elisabetta II che indossa la tiara "Nodo d'amore", nel 1954

Dopo la morte della regina Maria nel 1953 la tiara Nodo d'amore fu ereditata dalla nipote Elisabetta II; fu una delle quattro tiare, insieme alla tiara delle ragazze di Gran Bretagna e d'Irlanda, alla "Vladimir" ed alla "Kokošnik" della regina Alessandra, che portò con sé più tardi quello stesso anno durante il leggendario viaggio di sei mesi nel Commonwealth, indossandola in svariate di occasioni, tra cui l'apertura del Parlamento del Nuovo Galles del Sud, un ricevimento di stato al Municipio di Hobart e un ballo a Malta. Pur non essendo mai stata una delle tiare preferite come le sue tre principali, Elisabetta indossò il gioiello in varie occasioni tra gli anni 1950s e 1960s, tra cui la cena d'addio di Sir Winston Churchill nel 1955, una cena al Williamsburg Inn durante una visita negli Stati Uniti nel 1957, la prima del Film Reale di Dunkirk nel 1958, un gala a Victoria durante una visita in Canada nel 1959, una visita in India nel 1961 e la Royal Variety Performance del 1967, che fu l'ultima apparizione pubblica della Lover's Knot sul capo della monarca. Nel 1981, la tiara fu uno dei doni di nozze che Elisabetta II fece a sua nuora Diana, principessa del Galles, come prestito a vita; per tutta la durata del suo mandato, alternava la tiara "Nodo d'amore" e la Tiara Spencer, proveniente dalla sua famiglia; la prima apparizione pubblica degna di nota della tiara avvenne all'apertura del Parlamento nel 1981 , e fu indossata anche l'anno successivo per un banchetto a Hampton Court durante la visita di stato di Beatrice dei Paesi Bassi, in Gran Bretagna. Diana era solita lamentarsi del fatto che il gioiello fosse troppo pesante, tanto da provocarle mal di testa e persino rumorosa a causa delle perle oscillanti a forma di pera, fece comunque alcune apparizioni durante la visita dei principi di Galles in Australia e Nuova Zelanda nel 1983, e anche durante la loro visita in Canada più tardi nello stesso anno, sebbene la tiara Spencer fosse indossata per la maggior parte dei banchetti. Come prestito a vita la principessa conservò la tiara dopo il suo divorzio nel 1996, ma tornò nella collezione reale una anno dopo la sua morte, avvenuta il 31 agosto 1997. Dopo essere rimasta nelle cassaforti reali per oltre due decenni ed anni di speculazioni, la tiara Nodo d'amore della regina Maria è stata indossata dalla duchessa Catherine di Cambridge al ricevimento diplomatico del 2015, per poi indossarla per diversi banchetti di stato a Buckingham Palace ed in occasione del gala per il matrimonio dei principi ereditari di Giordania .

### Tiara "Meander"

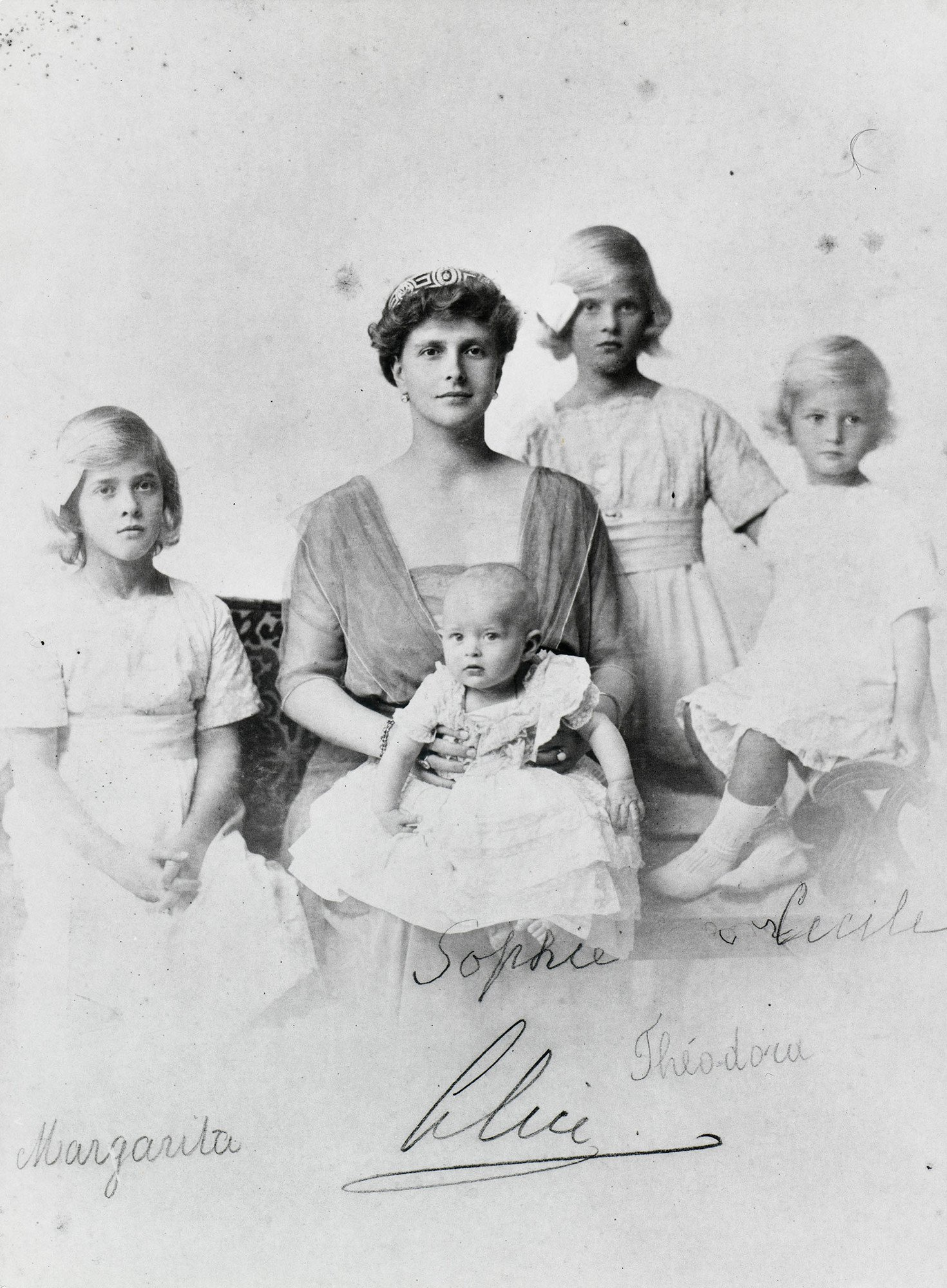
Alice di Battenberg tra le sue figlie con indosso la tiara "Meander" nel 1914

La tiara "Meander" della principessa Andrea, o semplicemente tiara "Meander", venne probabilmente creata da Cartier, ma non vi sono notizie di come sia stata acquisita dalla principessa Alice di Battenberg, consorte di Andrea di Grecia e madre del principe Filippo, duca di Edimburgo. Alcuni ritengono che il gioiello potrebbe derivare da un'ulteriore tiara della principessa, la quale, incastonata di diamanti, poteva essere indossata come collana. Alice indossò per la prima volta la tiara in una serie di ritratti nel 1914 . Il copricapo è caratterizzata da diamanti a forma di greca, con una corona d'alloro centrale e un grande diamante, e due caprifogli di diamanti. La tiara rimase con la principessa Alice anche durante i numerosi e frequenti esili della Casa reale greca, rimanendo conservata in un caveau di una banca londinese, sebbene sia stata probabilmente indossata dopo il suo ritorno in Grecia, dove la monarchia fu restaurata nel 1935, prima di essere rimandata a Londra. Il nome meander potrebbe derivare dall'inglese vagabondare o girovagare, forse alludendo ai numerosi esili della principessa Alice e con lei la sua tiara.
Quando nel 1947 l'unico figlio maschio Filippo sposò la futura Elisabetta II, la principessa Alice fece smantellare una tiara di acquamarina, dono di nozze dello zio Nicola II, per creare l'anello di fidanzamento ed un bracciale ed inoltre regalò alla nuora la tiara "Meander", che però non venne mai vista sul capo della sovrana britannica. A partire dalla fine degli anni '60, la tiara venne regalata alla principessa Anna, unica figlia femmina di Elisabetta e Filippo, che indosserà il gioiello negli anni successivi. Nel 2011, la principessa Anna prestò la tiara "Meander" alla figlia Zara Phillips, in occasione delle nozze di quest'ultima con Mike Tindall a Edimburgo. Anna, principessa reale continuò comunque ad indossare la Meander .

### Tiara "Aureola"
La tiara "Aureola" Cartier, o semplicemente tiara "Aureola", venne realizzata dalla gioielleria francese Cartier ed acquistata da Alberto, duca di York, poi re Giorgio VI, a Londra nel novembre 1936, poco prima di ascendere al trono, al fine di regalarla alla moglie Elizabeth Bowes-Lyon; il gioiello è composto da una fascia di 16 volute graduate, incastonate con 739 brillanti e 149 diamanti a bastoncino, ciascuna voluta divisa da un brillante graduato e con un grande brillante al centro . Il nome "aureola" (in inglese halo) richiama la forma del gioiello reale. Elizabeth la indossò, ancora come duchessa, per la prima volta ad un gala nel novembre 1936 e poi come regina per alcune cene reali nel periodo tra la sua ascesa al trono e lo scoppio della Seconda guerra mondiale (1936 - 1939). Nel 1944 la tiara "Aureola" venne regalata alla principessa Elisabetta in occasione del suo diciottesimo compleanno, ma la futura sovrana britannica non la indossò mai pubblicamente, al contrario della sorella, la principessa Margaret, che la indossò numerose volte tra la fine degli anni '40 e l'inizio degli anni '60, come l'inaugurazione della regina Giuliana dei Paesi Bassi, l'incoronazione di Elisabetta II nel 1953 e quando partecipò alla proclamazione dell'indipendenza della colonia britannica della Giamaica. Margaret probabilmente, all'inizio degli anni '60, restituì la tiara aureola alla collezione reale dopo aver acquistato anni prima la sua celeberrima tiara Poltimore.
Nel 1967, in occasione dell'apertura del Parlamento, la principessa Anna, unica figlia femmina di Elisabetta II e Filippo, indossò per la prima volta la tiara "Aureola"; Anna la indossò in numerose occasioni, sia in Gran Bretagna che all'estero, nei primi anni '70. La tiara rimase nelle cassaforti reale fino a quando Catherine Middleton la indossò il giorno delle sue nozze con il principe William, all'Abbazia di Westminster nell'aprile 2011; negli anni successivi al matrimonio dei duchi di Cambridge, la tiara "Aureola" è stata esposta in tutto il mondo, in particolare all'esposizione nuziale reale a Buckingham Palace nel 2012 e anche in una mostra Cartier alla Galleria Nazionale Australiana a Canberra .

### Tiara "Orientale" della regina Vittoria

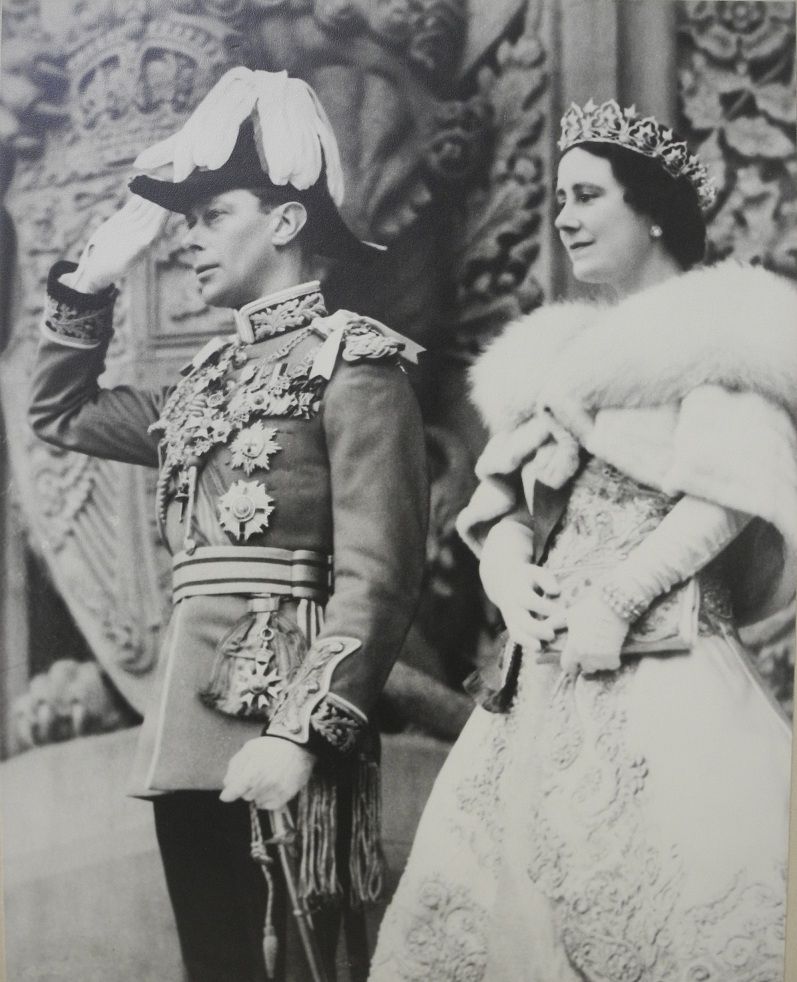
Giorgio VI ed Elizabeth che indossa la tiara "Orientale"

La tiara "Orientale" della regina Vittoria fu creata da Garrard & Co a Londra per circa 860 sterline nel 1853, su ispirazione di un disegno che il principe Alberto, consorte della regina Vittoria, fece; la tiara presenta fiori di loto all'interno di diciassette archi moghul incastonati in 2600 diamanti. Originariamente conteneva opali, una delle pietre preferite del principe Alberto, ed era accompagnata da una collana, orecchini e spilla in opale commissionati dalla sovrana britannica dopo aver ricevuto la tiara "Orientale". Vittoria la indossò spesso, ma dopo che i gioielli reali furono rivendicati con successo da suo cugino, Giorgio V di Hannover, nel 1858, la sovrana spezzò alcuni vecchi gioielli e dovette acquistare nuovi diamanti per sostituire quelli sottratti alla sua tiara orientale. Pur non indossandola durante la sua lunga vedovanza, la regina Vittoria designò il gioiello come "Cimelio della Corona", ovvero proprietà che passa da sovrano in sovrano al momento dell'ascesa al trono, alla sua morte nel 1901,  "da indossare dalle future regine per diritto di successione". L'anno successivo, sua nuora, la regina Alessandra, ritenendo che gli opali portassero sfortuna, li sostituì con rubini provenienti da vari gioielli indiani donati alla regina Vittoria e al primogenito di quest'ultima, re Edoardo VII, da principi indiani. 

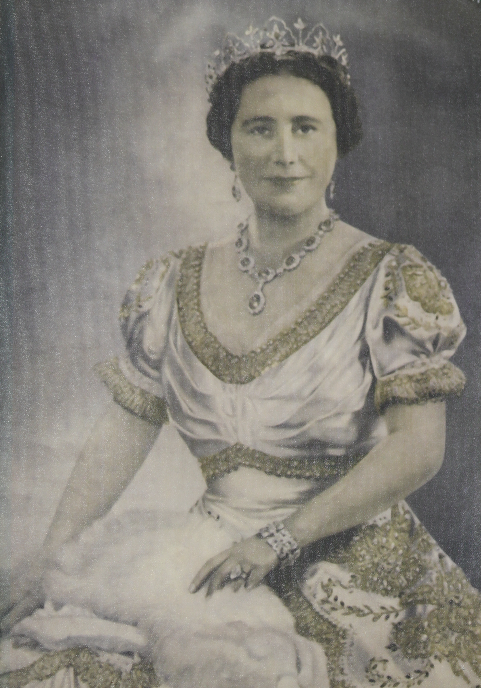
La regina Elizabeth che indossa la tiara "Orientale" della regina Vittoria

I diciassette archi moghul furono ridotti a undici e alcune parti della tiara furono rese rimovibili per essere sostituite con "grandi diamanti singoli" per "quando è necessaria una tiara più leggera e semplice", sebbene quella versione non sia mai stata indossata in pubblico. Nonostante i cambiamenti, la tiara non sembra essere stata una delle preferite della regina Alessandra né di sua nuora, la regina Maria, moglie di re Giorgio V, e rimase inutilizzata in pubblico fino al 1937, sebbene la regina Alessandra potrebbe aver indossato la tiara e la parure durante la visita di stato tedesca in Danimarca nel 1903. Nel 1937, quando salì al trono assieme al consorte Giorgio VI, la regina Elizabeth, poi regina madre, aveva tiare relativamente piccole e, nonostante avesse ricevuto la tiara frangiata della regina Maria, la maggior parte dei gioielli reali più importanti apparteneva ancora alla regina Maria e faceva parte della sua collezione personale; in quel periodo, la tira "Orientale" uscì dalla cassaforte e fu indossata per la prima volta durante la cerimonia di presentazione delle debuttanti a Buckingham Palace nel maggio del 1937, pochi giorni prima dell'incoronazione dei sovrani e in seguito indossata anche da Elizabeth durante una visita di stato in Francia nel 1938 ed un tour in Canada nel 1939. La tiara "Orientale" divenne una delle tiare preferite della futura regina madre e fu il primo gioiello ad essere indossato da Elizabeth subito dopo la Seconda guerra mondiale, ad esempio in ritratto ufficiali e durante l'apertura del Parlamento nel 1948 .
Nonostante si trattasse di un cimelio della Corona che sarebbe dovuto passare alla regina Elisabetta II al momento della sua ascesa al trono nel 1952, la regina madre conservò la conservò e la indossò in svariati eventi, come il gala dell'incoronazione al Covent Garden nel 1953, durante una visita a New York City nel 1954, il ballo dell'Università di Londra nel 1958, la visita di stato di Baldovino e Fabiola del Belgio in Gran Bretagna nel 1963 o in occasione della visita di stato di Giuseppe Saragat nel 1969, continuando a portare il gioiello per gala, visite di stato e concerti. Nonostante le sue grandi dimensioni, la tara "Orientale" era una delle sole due della regina madre, l'altra era la tiara "Greville", che continuò a essere indossata fino alla sua morte nel 2002. La tiara "Orientale" venne ereditata dalla regina Elisabetta che la indossò in pubblico solo una volta, in occasione di un banchetto di stato a Malta nel 2006 .

### Tiara "Fiore di loto"

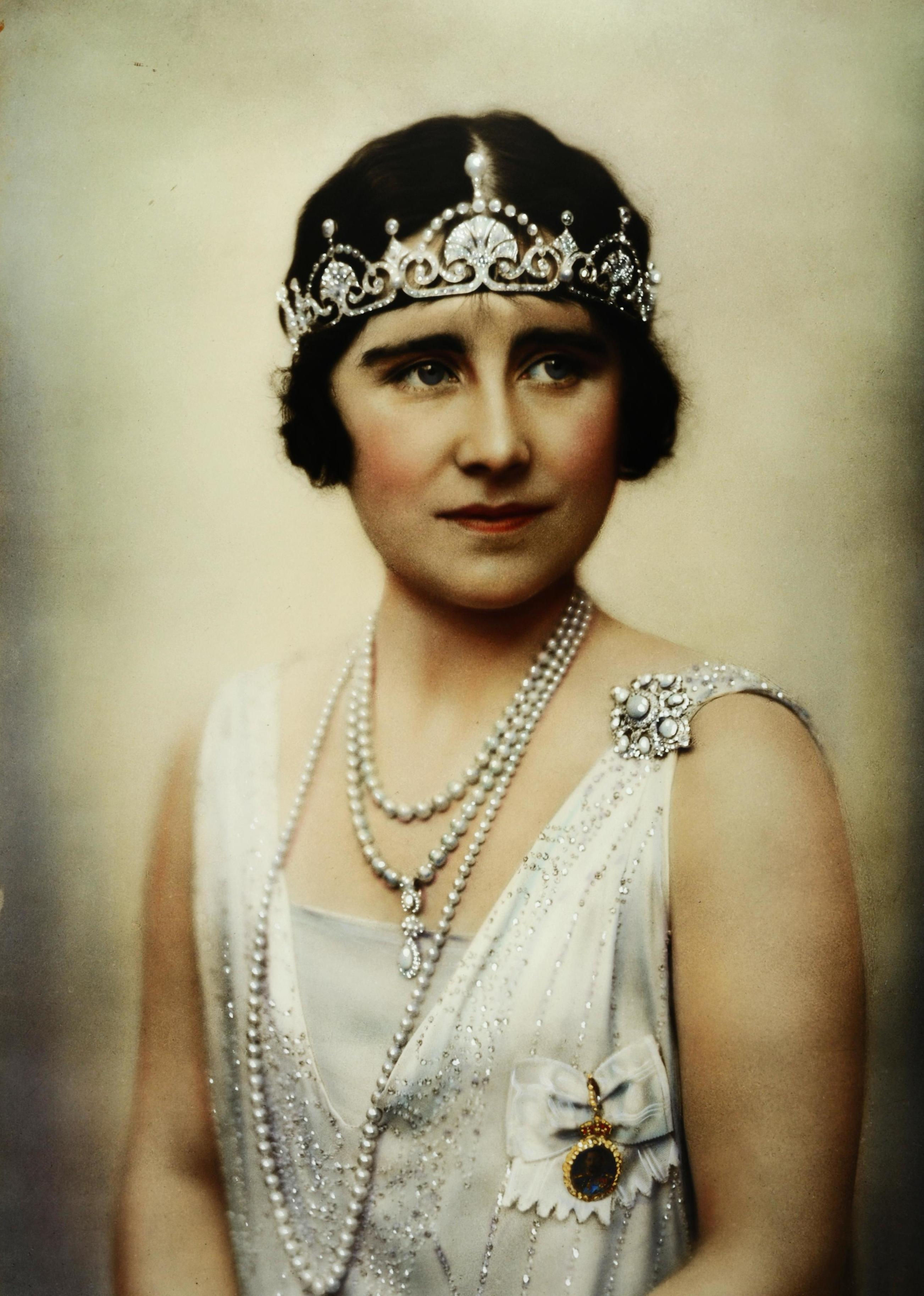
Elizabeth, duchessa di York fotografata con la tiara "Fiore di loto" nel 1925

La tiara "Fiore di loto" venne realizzata romendo una collana di perle e diamanti che Alberto, duca di York, aveva regalato alla moglie Elizabeth Bowes-Lyon in occasione delle loro nozze, nel 1923. Il gioiello è decorato con fiori di loto sormontati da archi di diamanti e perle; la duchessa di York indossò la Lotus per una serie di ritratti negli anni '20. In occasione della sua incoronazione assieme al marito Giorgio VI, la nuova regina prestò la tiara alla sorella maggiore, Lady Elphinstone. Nel 1959, Elizabeth, regina madre, donò la tiara alla secondogenita Margaret, la quale la indossò numerose volte negli anni '60 e nei tempi successivi. Nel 1993, Margaret prestò la tiara "Fiore di loto" alla neo nuora Serena Stanhope in occasione delle nozze con il suo unico figlio maschio, l'allora Visconte Linley, nella Chiesa di Santa Margherita a Westminster; Reginald Wilcock, paggio della regina madre che servì nella casa reale per 40 anni, venne fotografato mentre indossava la tiara, nel giorno delle nozze del Visconte Linley.
Dopo la morte della principessa Margaret, la tiara "Fiore di loto" entrò a far parte della collezione di Elisabetta II, che la prestò alla Duchessa di Cambridge, moglie del nipote William, in occasione del ricevimento diplomatico del 2013 e per il banchetto di stato cinese del 2015. La tiara venne indossata nuovamente da Catherine Middleton per il ricevimento diplomatico nel 2022 e da Sophie, duchessa di Edimburgo in occasione del banchetto di stato per i sovrani del Giappone, nel 2024 .

### Tiara di rose "Strathmore"

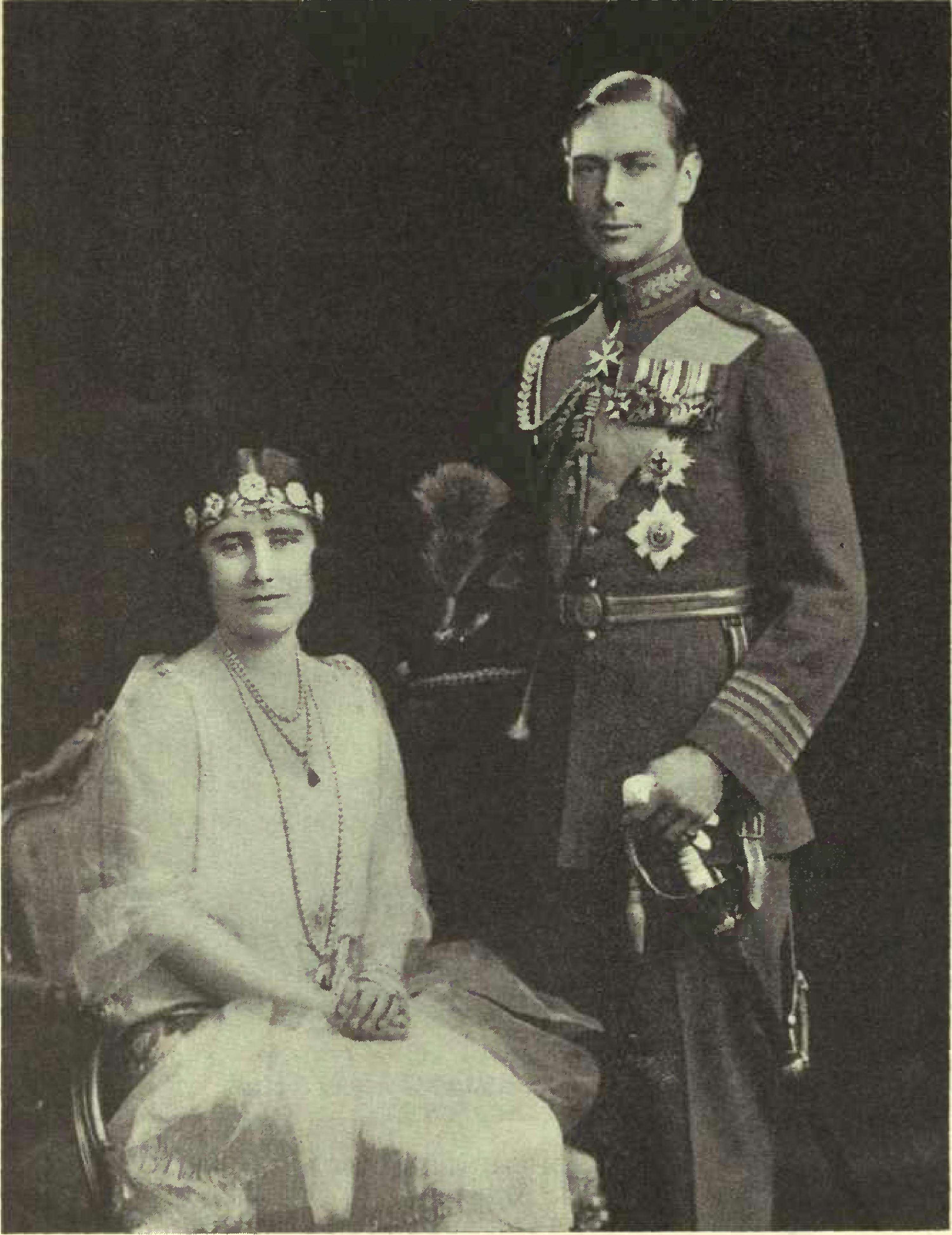
Alberto, duca di York ed Elizabeth che indossa la tiara di rose "Strathmore"

La tiara di rose "Strathmore" venne realizzata nel 1923 quando Elizabeth Bowes-Lyon sposò l'allora Alberto, duca di York, poi re Giorgio VI; in occasione del matrimonio, il padre della sposa, Claude Bowes-Lyon, XIV conte di Strathmore e Kinghorne, fece realizzare come regalo di nozze per la figlia il gioiello, che poteva essere indossata anche con cinque zaffiri al posto dei diamanti al centro di ciascuna rosa selvatica. Come molti altri doni di nozze, la Strathmore fu esposta a Palazzo di St. James, aperta al pubblico. La nuova duchessa di York indossò in particolare la tiara per una serie di ritratti tra l'inizio e la metà degli anni '20. Nel 1935, Elizabeth indossò la versione in zaffiro della tiara per il Royal Variety Performance, che fu l'ultima apparizione pubblica del gioiello per decenni. Nel 2002, la "Strathmore" è stata esposta al pubblico assieme ad altri due copricapi reali, ovvero la tiara "Teck Crescent" e la tiara "Delhi Durbar". Nel 2023 Catherine Middleton, principessa del Galles indossò la tiara Strathmore Rose in occasione del banchetto di stato sudcoreano .

### Tiara a bande di diamanti della regina Maria

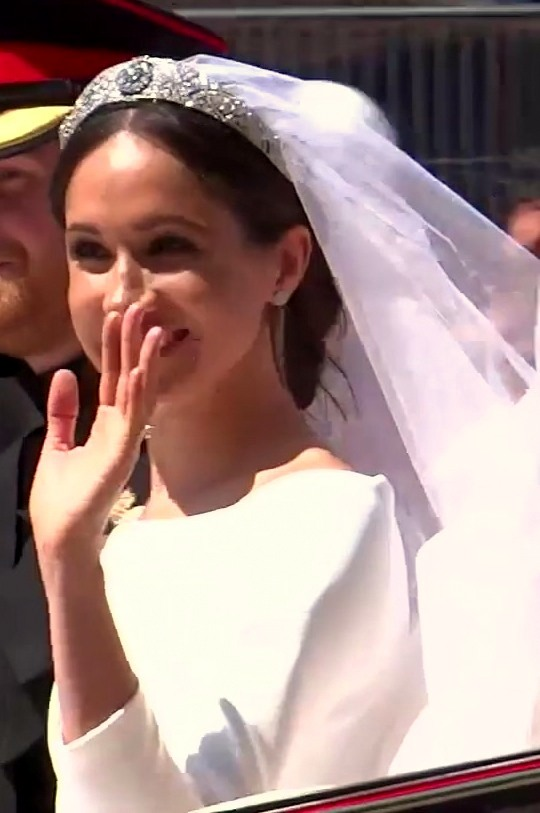
Meghan Markle che indossa la tiara a bande di diamanti della regina Maria nel 2018

La tiara della a bande di diamanti regina Maria venne realizzata per la regina Maria, consorte del re Giorgio V, utilizzando una grande spilla di diamanti che era stata regalata alla sovrana in occasione delle sue nozze, con l'allora Giorgio, duca di York, nel 1893. La tiara è composta da una banda di platino realizzata in undici sessioni distaccabili, intercalate da opali e diamanti. La tiara della a bande di diamanti regina Maria venne indossata da Meghan, duchessa di Sussex nel 2018, in occasione del suo matrimonio con il principe Harry .

### Bandeau Cartier della regina madre
Il Bandeau Cartier della regina madre è un set di cinque bracciali in stile art déco di fabbricazione Cartier, con diamanti, rubini baguette, smeraldi e zaffiri; il gioiello furono un regalo di Alberto, duca di York alla moglie Elizabeth, poi regina madre, nel 1923 e nel 1925. Dopo aver ricevuto tutti e cinque i bracciali nel 1925, la duchessa Elizabeth acquistò anche una montatura bandeau da Cartier, che consentiva di indossare il gioiello come un bandeau assemblato come combinazione di tre dei cinque bracciali. Il bandeau Cartier iniziò ad essere indossato alla fine degli anni '20 e fu visto piuttosto frequentemente negli anni precedenti l'ascesa al trono dei sovrani Giorgio VI ed Eilizabeth. La duchessa lo indossò in particolare per uno spettacolo di balletto della Camargo Ballet Society alla Royal Opera House di Covent Garden nel 1933 e più tardi nello stesso anno per un Gala della Croce Rossa.
Verso la fine degli anni '30, con il cambiamento delle mode e l'ascesa al trono della futura regina madre, il bandeau Cartier non fu più indossato pubblicamente come tale e persino i bracciali venivano raramente ritratti. Negli anni '70 la regina madre donò i bracciali Cartier alla figlia, Elisabetta II, che iniziò a indossarli in una varietà di configurazioni a partire da quel periodo, per spettacoli di gala e cene di gala fino ai banchetti di stato. Nel 1983, la regina prestò uno dei bracciali Cartier a sua nuora Diana, principessa del Galles, per il suo primo tour in Australia. Elisabetta II continuò ad indossare i bracciali negli ultimi anni del suo regno, con apparizioni di rilievo al concerto per il suo 92° compleanno nel 2018 e al ricevimento diplomatico a Buckingham Palace nel 2019. Nel 2024, la regina Camilla presentò il bracciale Cartier in smeraldo in occasione di un evento "Celebration Of Shakespeare" a Londra .

### Tiara "Nido d'ape" Greville

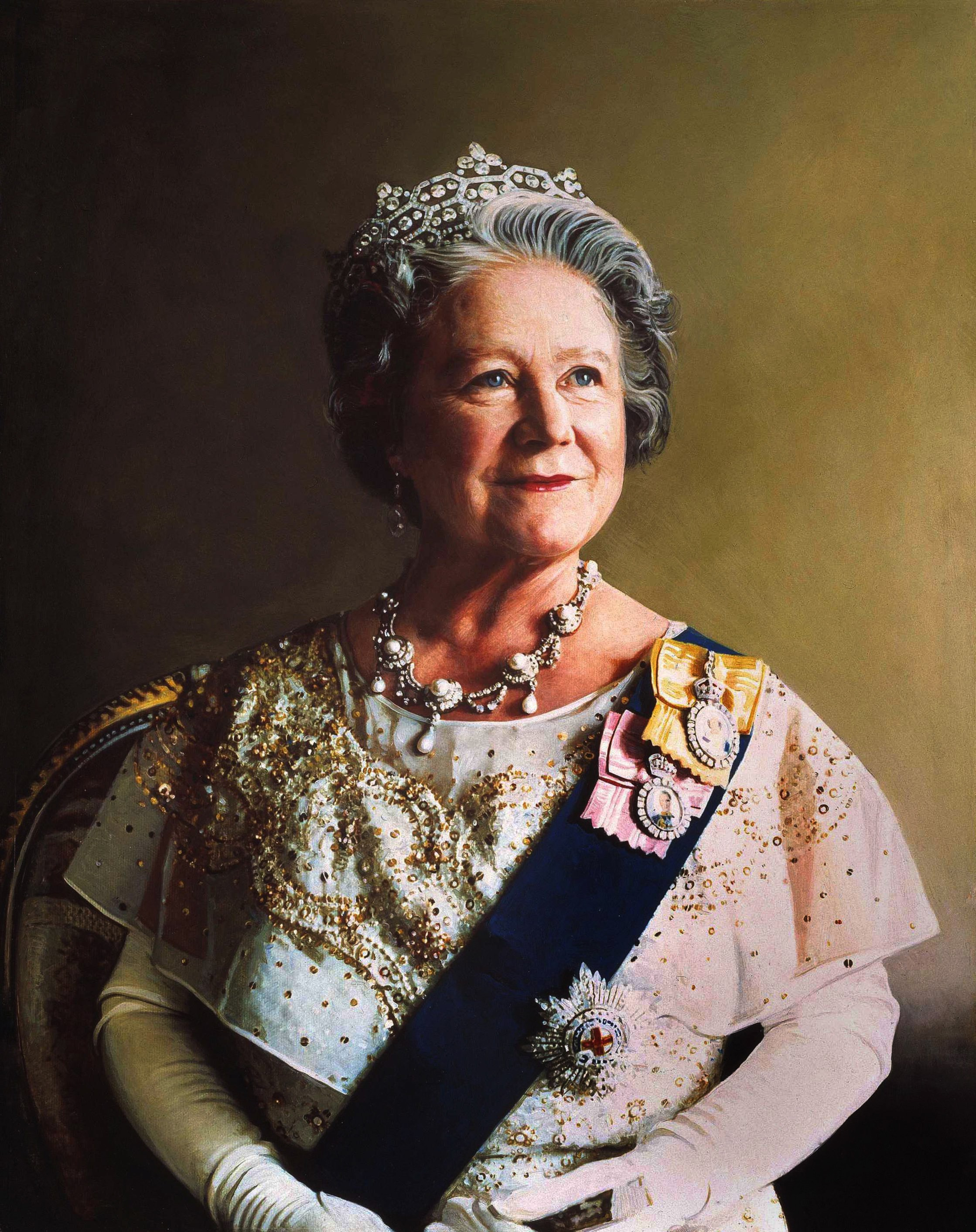
La regina madre che indossa la tiara "Nido d'ape" nel 1986

Questa tiara venne lasciata alla regina Elisabetta (poi regina madre) da lady Margaret Greville alla sua morte nel 1942. Realizzata da Boucheron nel 1920, la tiara ha uno schema a nido d'ape con diamanti ed era la preferita della regina madre. La regina Elisabetta II ereditò la tiara alla morte della madre nel 2002 e successivamente la prestò alla duchessa di Cornovaglia.

### Tiara kokošnik di smeraldi "Greville"
Come la tiara "Greville", anche questa era parte della donazione che nel 1942 fece Margaret Greville alla regina Elisabetta (la regina madre). La tiara venne realizzata da Boucheron nel 1919 ed è composta da diamanti e da diversi grandi smeraldi montati in stile kokošnik su platino. La principessa Eugenia di York indossò la tiara al proprio matrimonio nell'ottobre del 2018.

## Orecchini

### Orecchini "dell'incoronazione"

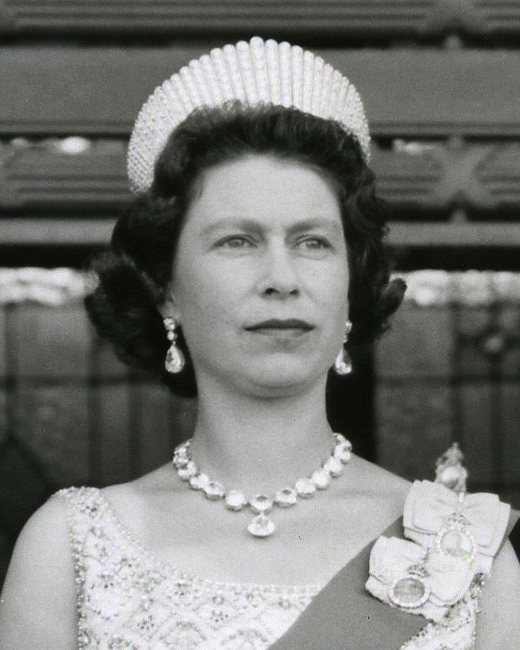
Elisabetta II che indossa gli orecchini "dell'incoronazione", all'Apertura del Parlamento della Nuova Zelanda nel 1963

Come la collana dell'incoronazione, questi orecchini vennero indossati all'incoronazione da tutte le regine consorti e dalla regina Elisabetta II alla sua incoronazione dal 1901. Realizzati per la regina Vittoria nel 1858 utilizzando dei diamanti derivati da un'antica insegna dell'Ordine della Giarrettiera, hanno un disegno comune: un grande brillante centrale seguito da uno più piccolo, con una forma a goccia. Dopo la loro realizzazione, la regina Vittoria li indossò per il suo ritratto eseguito per lei da Franz Winterhalter.

### Orecchini a candeliere "Greville"
Questi orecchini a candeliere della lunghezza di 7,5 cm vennero realizzati da Cartier nel 1929 e sono adorni di tre diamanti con taglio a goccia ciascuno. Gli orecchini vennero acquistati da Margaret Greville, che poi li donò alla regina madre nel 1942, e vennero poi donati alla futura Elisabetta II in occasione del suo matrimonio nel 1947.

### Orecchini a goccia "Greville"
Come gli orecchini a candeliere ed altri 60 gioielli, lady Greville lasciò alla regina madre un paio di orecchini a goccia che aveva acquistato da Cartier nel 1938. I due orecchini hanno ciascuno il peso di 20 carati. La principessa Diana li ha portati nel 1983 in occasione della sua visita ufficiale in Australia. Gli orecchini sono passati nella collezione della regina alla morte di sua madre nel 2002.

### Orecchini della regina Vittoria
Questo paio di grandi orecchini con brillanti vennero realizzati per la regina Vittoria, la quale li considerava i suoi preferiti.

### Orecchini di diamanti e perle del Bahrain
Realizzati da una "conchiglia contenente sette perle" vennero donati ad Elisabetta come dono di nozze da parte dell'Hakim del Bahrain, questi orecchini erano composte da un diamante tondo circondato da un cerchio di diamanti più piccoli con tre diamanti a taglio baguette in sospensione. Sul fondo, tre piccoli diamanti sono uniti ad una perla rotonda. Questi orecchini vennero occasionalmente prestati dalla regina alla principessa Diana, alla contessa di Wessex ed alla duchessa di Cambridge.

## Collane

### Collane di perle della regina Anna e della regina Carolina

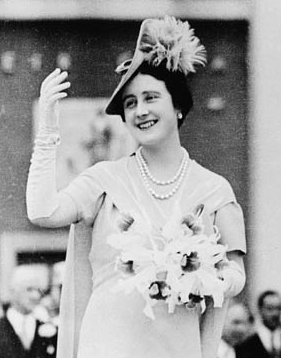
La regina madre, allora regina consorte, indossa le perle della regina Anna e della regina Carolina nel 1939

Entrambe le collane sono composte da una singola fila di perle. La collana della regina Anna si dice sia appartenuta alla regina Anna di Gran Bretagna, ultima monarca della dinastia Stuart. Horace Walpole, storico dell'arte, scrisse nel suo diario: "La regina Anna ha molti gioielli ma merita particolare attenzione una collana di perle donatale dal principe Giorgio". La regina Carolina, per parte sua, possedeva una notevole collezione di gioielli, incluse non più di quattro collane di perle. Le indossò tutte insieme alla sua incoronazione nel 1727, ma successivamente scelse di questi quattro gioielli le 50 perle più grandi per farne una sola collana. Nel 1947 entrambe le collane vennero donate ad Elisabetta da suo padre come regalo di nozze. Il giorno delle sue nozze Elisabetta si rese conto di aver dimenticato le perle al Palazzo di St. James e il suo segretario privato, Jock Colville, ottenne l'incarico di riportargliele. Questi chiese in prestito la limousine di re Haakon VII di Norvegia, ma il traffico era bloccato in quella mattina e pertanto anche la macchina di un re non poteva muoversi liberamente a Londra. Colville proseguì quindi a piedi e quando giunse al palazzo di St. James dovette spiegare l'intera storia alle guardie che proteggevano i 2 660 invitati al matrimonio. Lo lasciarono passare solo dopo aver trovato il suo nome sulla lista degli invitati, e fu in grado di portare le perle alla principessa in tempo per il ritratto nella Sala della Musica a Buckingham Palace. Le perle assieme hanno un valore stimato di circa 4 000 000 di sterline al paio.

### Collana di re Faysal dell'Arabia Saudita
La collana di Faysal dell'Arabia Saudita fu realizzata dal gioielliere americano Harry Winston negli anni '50, incastonata con più di 300 diamanti con taglio a baguette e a brillante e undici diamanti a forma di pera, incastonati come pietre pendenti; la collana presenta così un peso complessivo di oltre 80 carati di diamanti; re Faysal acquistò la collana e la donò alla regina Elisabetta II in occasione della visita di stato nel Regno Unito nel 1967. La sovrana, sempre durante la visita, indossò il regalo durante un banchetto d'onore presso il Dorchester Hotel; la regina prestò il gioiello alla principessa Diana, la quale la indossò durante una visita in Australia nel 1983.

### Collana a festone

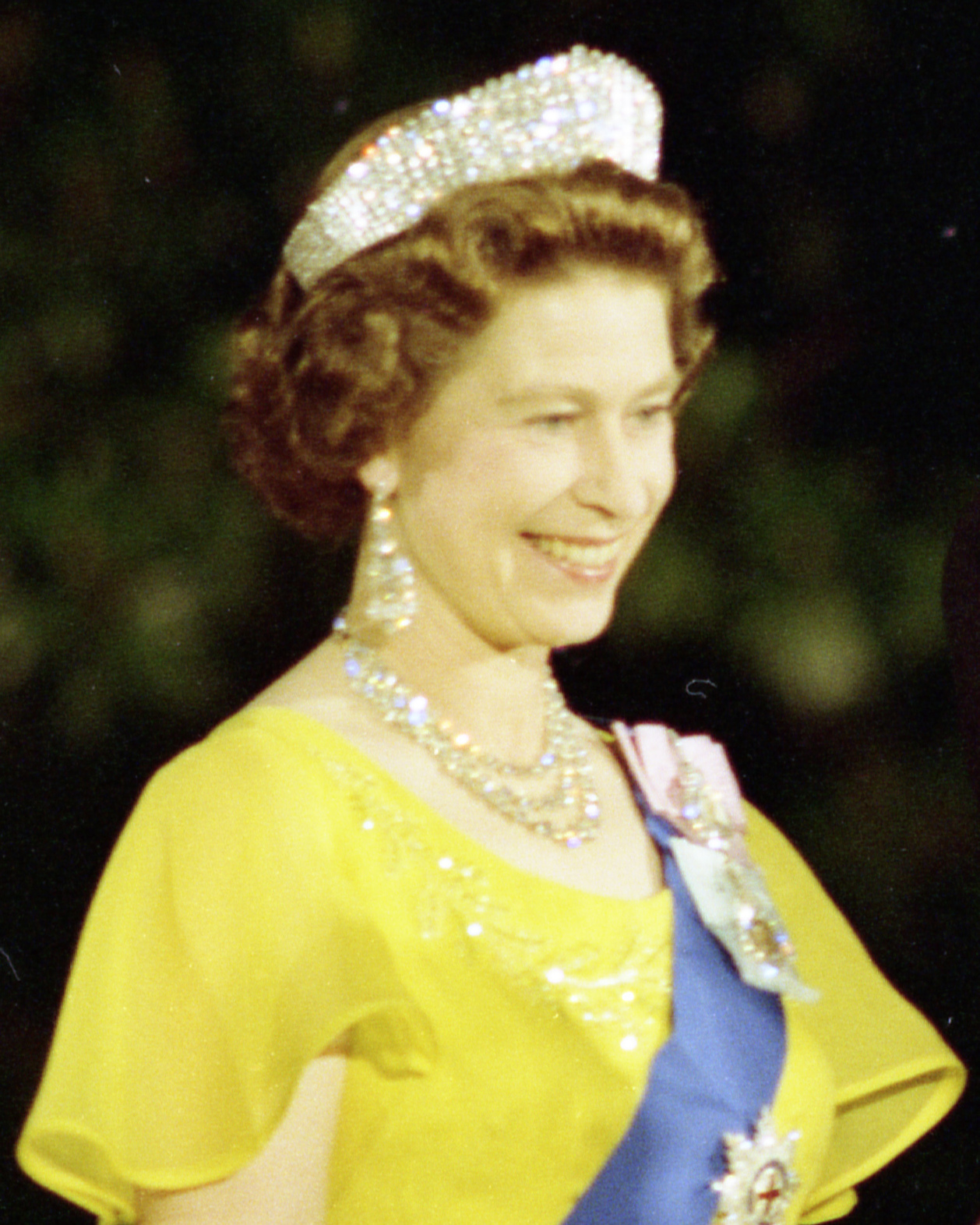
Elisabetta II nel 1976, con la collana a festone

Nel 1947, Giorgio VI commissionò una collana a tre file di diamanti taglio brillante. Questa è composta a tre piccole file di diamanti con motivo a triangolo. Il peso totale del gioiello è di 170 carati.

### Collana a festone "Greville"
La collana a festone "Greville" era uno dei pezzi che Margaret Greville, da cui la collana prende appunto il nome, lasciò in eredità alla regina Elisabetta, la regina madre, la quale indossò la collana in molte occasioni a partire dal dopo guerra, quasi sempre abbinata alla tiara "Greville"; una volta che la regina madre morì nel 2002, il gioiello fu ereditato da Elisabetta II, che la diede alla Duchessa di Cornovaglia, l'attuale regina Camilla, come prestito a lungo termine.
L'enorme collana è in realtà composta da due pezzi uniti insieme per formare un'imponente collana a festone, nel 1929 infatti lady Greville commissionò a Cartier la realizzazione di una lunga ed elaborata collana a festone con due file di diamanti incastonati in platino. Quella collana originale aveva una chiusura a catena d'argento,  poi nel 1938, non molto tempo dopo l'incoronazione del re Giorgio VI e della regina Elisabetta, lady Greville tornò da Cartier con il pezzo, chiedendo di rimuovere la sezione della catena d'argento e di trasformare la collana a due file in un pezzo interamente di diamanti. Contemporaneamente, fece realizzare una seconda collana a festone con gli stessi motivi di design; la seconda collana, un pezzo a tre file, è più piccola, in modo da poter rientrare nella circonferenza della collana originale e se indossate insieme, le due collane sono davvero spettacolari, quasi come un grande bavaglino di diamanti.

### Collana di rubini della corona

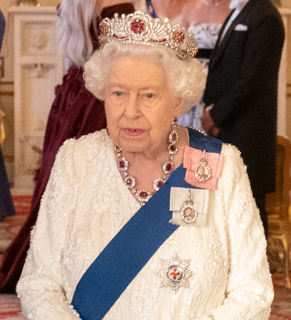
Elisabetta II con la collana dei rubini della corona, nel 2019

La collana di rubini della corona fu acquistata dalla regina Vittoria e dal principe Alberto nel 1850 presso la gioielleria londinese Garrard & Co, fa parte di una demi-parure di gioielli originariamente incastonati con diamanti e opali; i pezzi furono acquistati per coordinarsi alla grande tiara "Orientale" della regina Vittoria, anch'esso originariamente incastonato con opali invece che rubini. All'inizio del XX secolo, la regina Alessandra fece sostituire gli opali della collana con dei grandi rubini; la collana fu uno delle preferite della regina madre, che la indossò regolarmente, con anche la tiara "Orientale". La regina Elisabetta II la indossò durante una visita di stato in Germania nel 2015.

### Collana di rubini "Baring"
La collana di rubini "Baring" fu acquistata dalla collezione Baring nel 1964 e fu realizzata con diamanti e rubini a taglio piatto, con tre pietre pendenti distintive che, secondo la Collezione reale, erano probabilmente realizzate come orecchini.

### Collana "del giubileo d'oro della regina Vittoria"
La collana "del giubileo d'oro della regina Vittoria" fu realizzata, in occasione del giubileo d'oro della regina Vittoria, nel 1888 per conto della duchessa di Buccleuch che donò la collana alla regina Vittoria, più di un anno intero dopo le effettive celebrazioni per l'anniversario. Fu indossata principalmente dalla regina Elisabetta II in svariate occasioni.

### Collana di re Khalid dell'Arabia Saudita
Questa collana venne donata alla regina da re Khalid dell'Arabia Saudita nel 1979. Ha un tipico disegno a raggi con diamanti a forma di goccia. Come la collana di re Faisal, venne realizzata da Harry Winston, e la regina l'ha spesso prestata alla principessa Diana.

### Collana "dell'incoronazione"
Realizzata per la regina Vittoria nel 1858 da Garrard & Co., la collana dell'incoronazione è lunga 38 cm ed è composta da 25 diamanti e da un unico diamante di Lahore di 22 carati come pendente. È stata utilizzata assieme agli orecchini dell'incoronazione dalle regine regnanti e consorti ad ogni incoronazione sin dal 1901.

### Collana del nizam di Hyderabad
Questa collana di diamanti venne realizzata da Cartier negli anni Trenta del Novecento. Venne donata come regalo di nozze all'allora principessa Elisabetta al suo matrimonio col principe Filippo dall'ultimo Nizam di Hyderabad, Mir Osman Ali Khan, nel 1947. L'intero dono del Nizam era composto da una tiara di diamanti. La duchessa di Cambridge l'ha utilizzata alcune volte.

### Collana a fascia floreale con rubini "Greville"

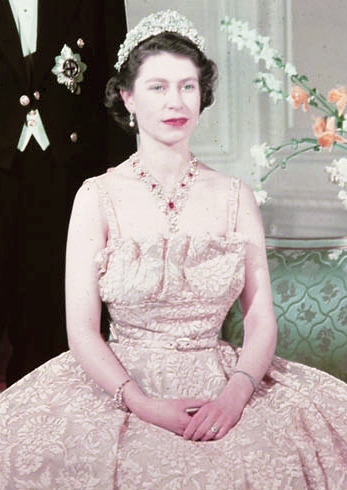
Elisabetta nel 1951, che indossa la collana con rubini "Greville"

La collana a fascia floreale con rubini "Greville" fa parte di una serie di gioielli lasciati in eredità da Margaret Greville alla regina Elisabetta, la regina madre e presenta un caratteristico motivo a forma V, con elementi floreali di diamanti intervallati da rubini, realizzata da Boucheron nel 1907; nel 1947 re Giorgio VI e la moglie regalarono il gioiello alla figlia Elisabetta, come uno dei suoi regali di nozze. Utilizzata per molte volte dalla regina, in occasione di una visita di stato di Felipe VI e Letizia di Spagna, la duchessa di Cambridge, oggi principessa di Galles, ha indossato la collana assieme alla tiara "Nodo d'amore".

### Collana con colletto della regina Alessandra
La collana con colletto della regina Alessandra fu realizzata da Garrard nel 1863 come regalo da parte della Città di Londra alla nuova principessa di Galles Alessandra di Danimarca, futura regina del Regno Unito ed Imperatrice d'India.

### Collana Dagmar della regina Alessandra
La collana "Dagmar" della regina Alessandra fu realizzata dal gioielliere di corte danese, poi modificata da Garrard su commissione del re Federico VII di Danimarca, che volle donarla alla neo principessa di Galles in occasione delle sue nozze col principe Edoardo.

### Girocollo di diamanti e perle
Il girocollo di diamanti e perle fu originariamente donato alla regina Elisabetta dal Giappone negli anni '70; lo indossò in molte occasioni, come il 70º compleanno di Margaret Thatcher nel 1995, per poi prestarlo a Diana e poi a Kate, duchessa di Cambridge che lo indossò durante il 70º anniversario di matrimonio della regina e del duca di Edimburgo, per il funerale di quest'ultimo e infine durante i funerali di Elisabetta II nel 2022.

### Collana "Sudafricana"
La collana "Sudafricana" fu donata all'allora principessa Elisabetta da parte del governo sudafricano, in occasione del suo 21º compleanno; originariamente realizzata con 21 diamanti, il numero fu poi ridotto a 15, i restanti furono utilizzati per creare un braccialetto coordinato.

### Collana con frange della città di Londra
La "Collana con frange della città di Londra", realizzata in diamanti, argento e oro, fu donata ad Elisabetta come regalo di nozze col principe Filippo nel 1947, da parte della City di Londra; il gioiello fu realizzato nel XIX secolo ed è un esemplare raro di una collana a frange, che non può essere convertita in una tiara.

### Collana "Delhi Durbar"

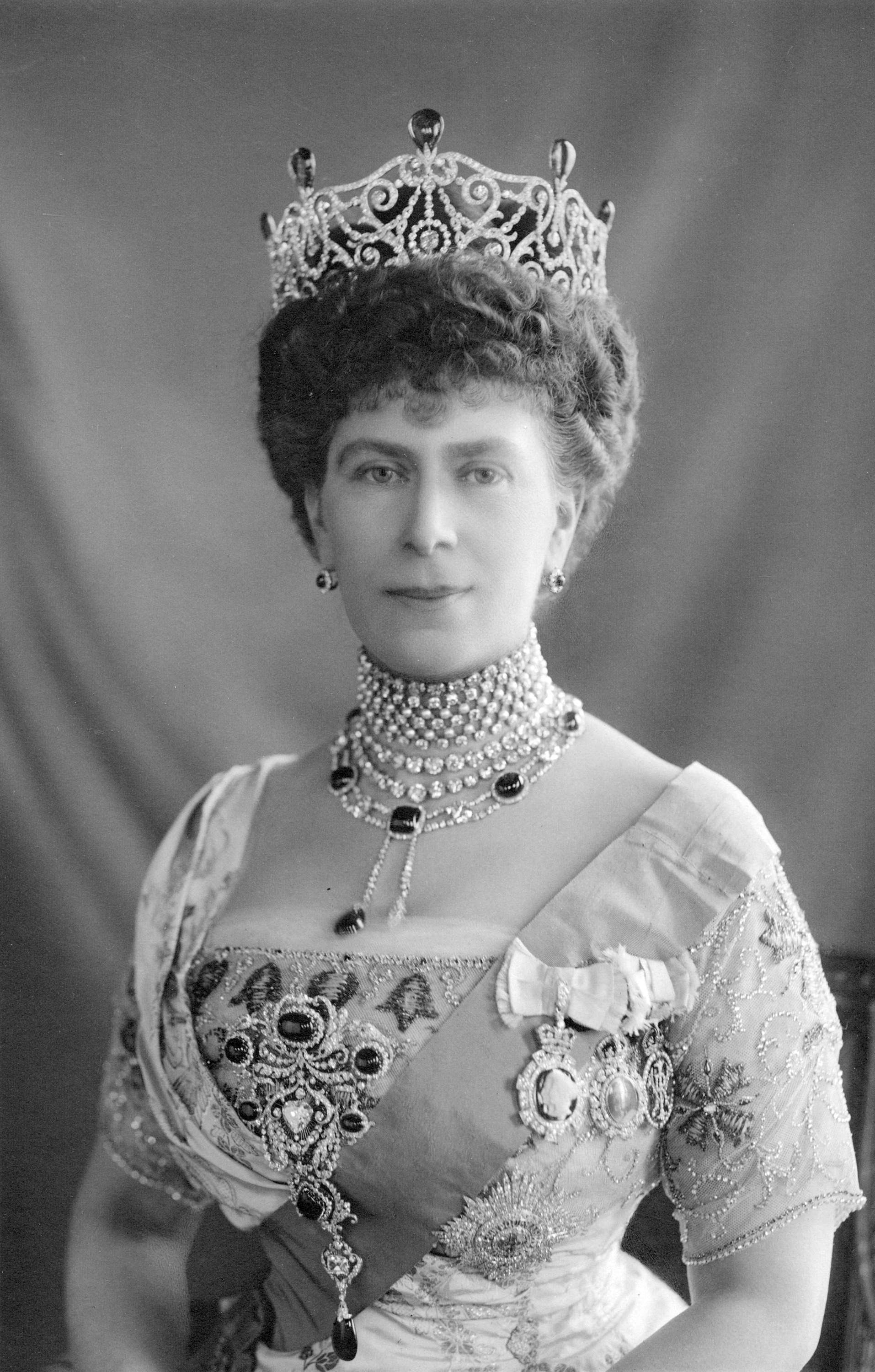
La regina Maria di Teck con la collana e tiara "Delhi Durbar" con gli smeraldi

La collana "Delhi Durbar" fu realizzata da Garrards nel 1911 per la regina Maria, nonna di Elisabetta II, come parte di una suite di gioielli per il Delhi Durbar. Il ciondolo con diamanti è il Cullinan VII e i 9 smeraldi cabochon provengono da un tesoro di 40 smeraldi vinti dalla principessa Augusta, duchessa di Cambridge in una lotteria statale a Francoforte.

## Spille

### Cullinan III & IV ("Granny's Chips")

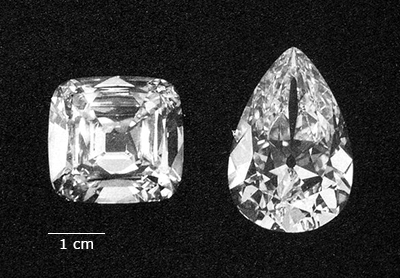
I diamanti Cullinan IV e III

I diamanti Cullinan III e IV sono due delle pietre ricavate dal diamante Cullinan nel 1905. Il grande diamante, ritrovato in Sudafrica, venne donato a Edoardo VII del Regno Unito in occasione del suo 66º compleanno. Due delle pietre ricavate dal taglio del diamante grezzo erano il Cullinan III (94,4 carati), di forma a goccia, ed il Cullinan IV (63,6 carati). La regina Maria fece montare le due pietre insieme in un gioiello dove il Cullinan III era agganciato al Cullinan IV. Elisabetta ereditò il bracciale nel 1953 da sua nonna. Il 25 marzo 1958, mentre si trovava in visita nei Paesi Bassi in visita col principe Filippo, la regina rivelò che il Cullinan III e IV sono noti in famiglia come "Granny's Chips". La coppia visitò la Asscher Diamond Company, dove il Cullinan venne tagliato 50 anni prima. Fu la prima volta che il gioiello venne indossato in pubblico. Durante la sua visita, staccò il diamante dal gioiello e lo offrì per un esame accurato a Louis Asscher, fratello di Joseph Asscher, che aveva originariamente tagliato il diamante. Anziano ed ormai quasi cieco, Asscher venne colpito molto dal fatto che la regina gli avesse proposto questo grande onore, in particolare di rivederlo dopo tanti anni. La spilla è considerata la più costosa al mondo con una stima di oltre 50 000 000 di sterline

### Cullinan V

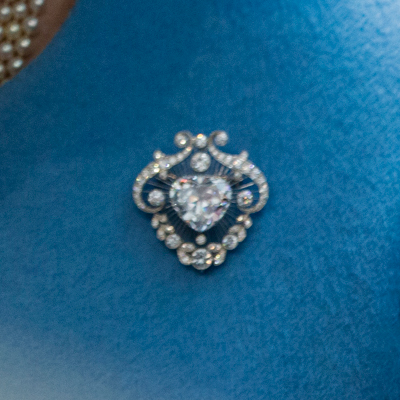
La spilla del Cullinan V

Il più piccolo dei Cullinan, il Cullinan V (18,8 carati) è un diamante a forma di diamante tratto dalla medesima pietra da cui si originarono il III e il IV. È posto al centro di una spilla di platino che era un tempo parte di un gioiello della regina Maria utilizzato durante il Delhi Durbar del 1911. La spilla venne disegnata per accogliere il Cullinan V su un bordo di diamanti più piccoli. Essa poteva essere sospesa anche alla spilla del Cullinan VIII o al VII. Il diamante venne lasciato alla regina Elisabetta dalla nonna Maria nel 1953.

### Spilla di zaffiri del principe Alberto

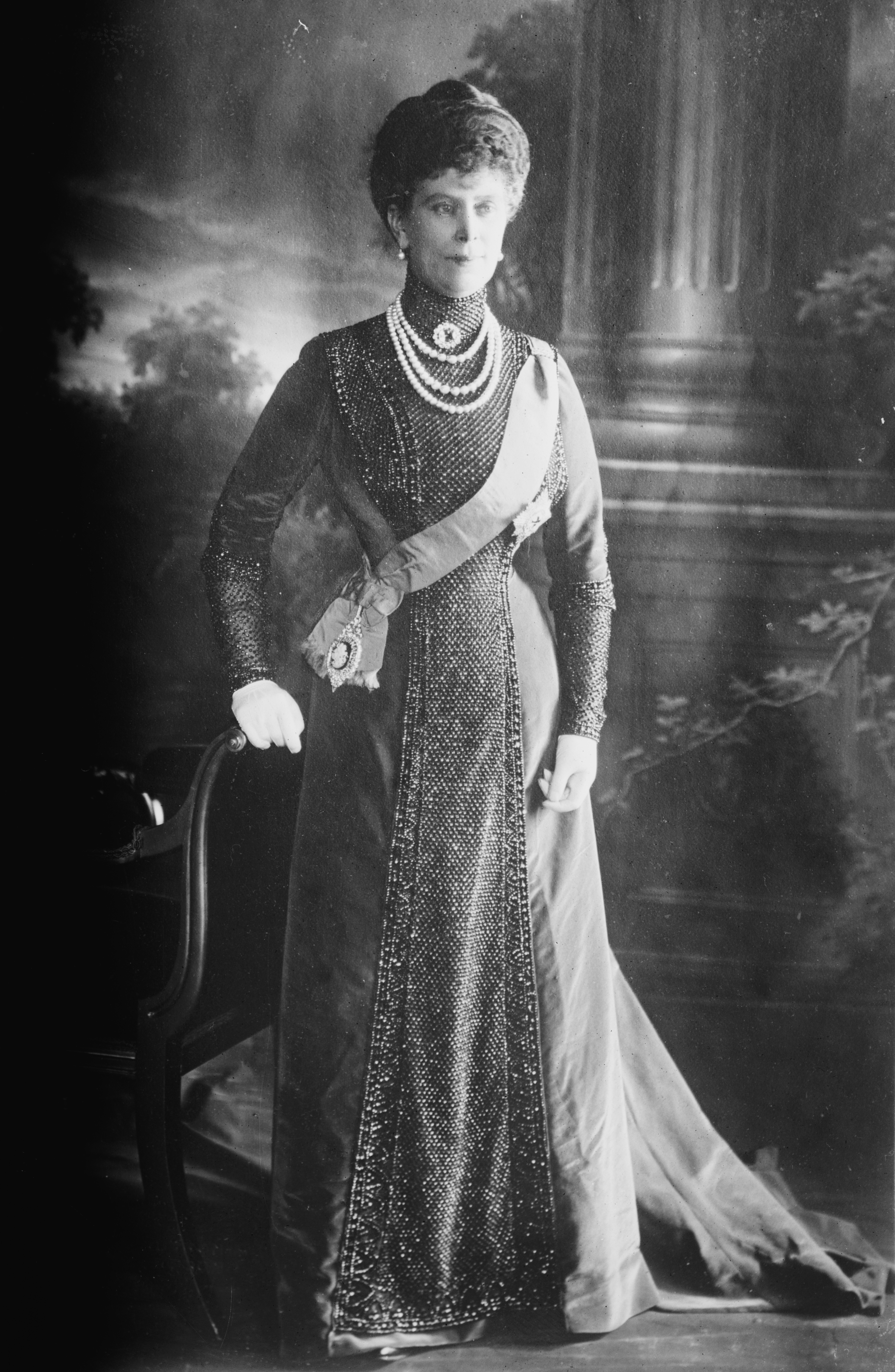
La regina Maria mentre indossa il bracciale di zaffiro del principe Alberto e le collane di perle delle regine Anna e Carolina

La spilla di zaffiri del principe Alberto venne donata dal principe Alberto alla regina Vittoria a Buckingham Palace il 9 febbraio 1840. Era il giorno precedente alle loro nozze e Vittoria scrisse nel suo diario che Alberto si era portato nel suo salotto e le aveva donato "una splendida spilla di zaffiri e diamanti".

### Spilla frangiata di diamanti della regina Vittoria

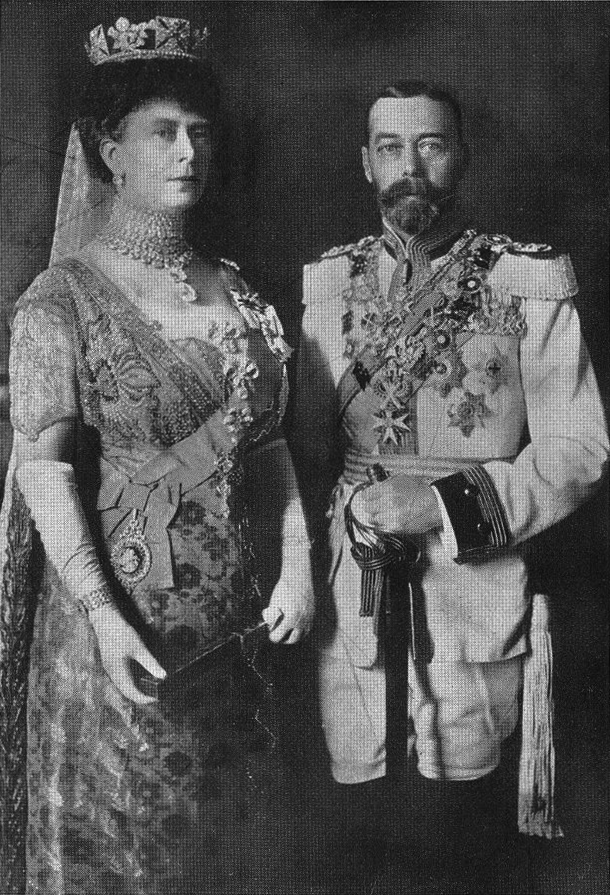
Re Giorgio V e la regina Maria nel 1914. La regina indossa il diadema di Stato, il set completo dei bracciali della regina Vittoria, il Cullinan III & IV (pendenti dalla collana) e molti altri piccoli gioielli solitamente indossati dalla regina Maria.

Questo gioiello è realizzato con nove catene con brillanti taglio diamante e diamanti più grandi nella parte superiore che vennero donati alla regina Vittoria dal sultano ottomano Abdülmecid I nel 1856. Il gioiello venne indossato diverse volte dalla regina madre Elisabetta, e dopo la sua morte questa passò nella collezione della regina Elisabetta II.

## Parure

### Parure "Brasiliana"

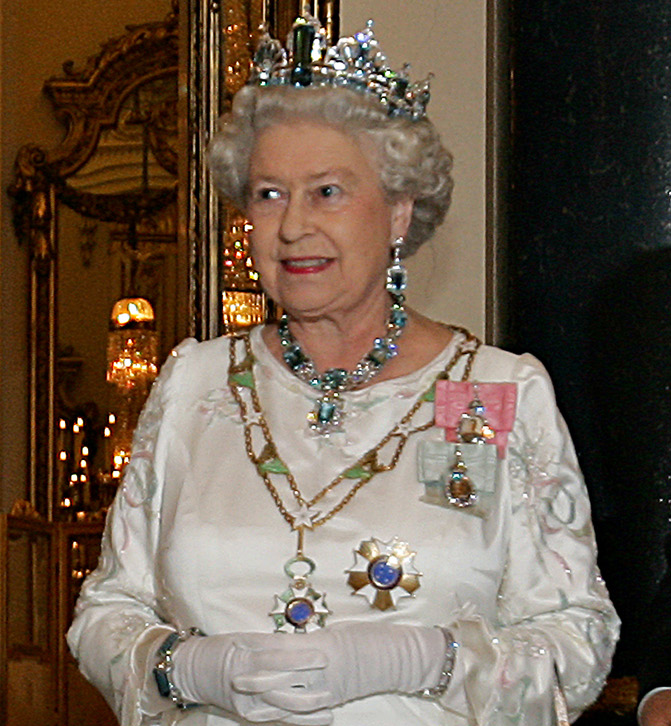
La regina Elisabetta II indossa la tiara di acquemarine e la parure "Brasiliana"

La parure "Brasiliana" è uno dei pezzi di gioielleria più recenti della collezione della regina. Nel 1953 il presidente e il popolo del Brasile donarono a Elisabetta II una parure di acquemarine e diamanti composta da orecchini e collana, in occasione della sua incoronazione. Realizzata dai gioiellieri Mappin & Webb, venne impiegato quasi un anno per trovare le pietre adatte per il pezzo. La collana dispone di nove grandi acquamarine oblunghe con un pendente di acquamarina più grande. La regina rimase così colpita dal regalo che nel 1957 fece realizzare una tiara da abbinare alla parure. Vedendo il gradimento manifestato dalla regina per il regalo ricevuto, nel 1958 il governo brasiliano le donò un braccialetto di acquemarine e diamanti e una spilla con una acquamarina squadrata e diamanti.

### La suite vittoriana di Giorgio VI
La suite vittoriana di Giorgio VI era originariamente un regalo di nozze di Giorgio VI a sua figlia Elisabetta nel 1947. La suite consiste di una lunga collana di zaffiri oblunghi e diamanti e di un paio di orecchini di zaffiri squadrati, circondati da diamanti. La suite venne realizzata originariamente nel 1850. Le pietre rimandano perfettamente ai colori dell'abito dell'Ordine della Giarrettiera. Elisabetta fece accorciare la collana rimuovendo lo zaffiro più grande nel 1952, realizzando poi un nuovo pendente con la pietra rimossa. Nel 1963 vennero realizzate una nuova tiara di zaffiri e diamanti con un braccialetto da unire al set originale. La tiara venne ricavata da una collana appartenuta alla principessa Luisa Maria del Belgio, figlia di re Leopoldo II. Nel 1969, la regina indossò la parure completa per un concerto di solidarietà.

### Collana e orecchini della regina Vittoria

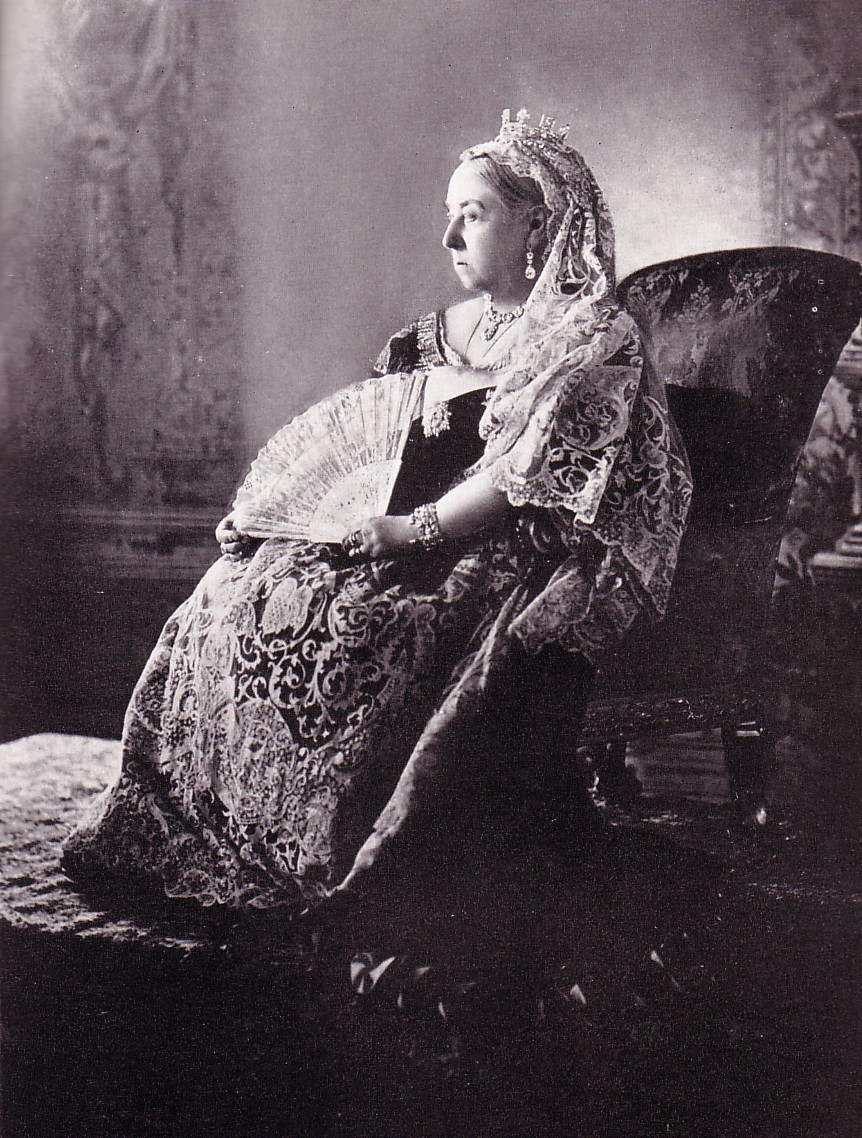
La regina Vittoria che indossa la collana e gli orecchini oltre al suo bracciale di diamanti

Commissionata dalla regina Vittoria nel 1858 con diamanti derivati da un'antica insegna dell'Ordine della Giarrettiera, la parure di collana ed orecchini consiste in 29 diamanti del peso di oltre 160 carati. La collana contiene il famoso "Diamante di Lahore" che ha un peso complessivo di 22,48 carati. Gli orecchini hanno un disegno tipico composto da un grande brillante seguito da uno più piccolo e sormontati da una grande perla.

### Demi-parure "Kent"
Questo set di gioielli era di proprietà della madre della regina Vittoria, la duchessa di Kent. Il set è composto da una collana, tre spille, un paio di orecchini e un paio di pettini per capelli realizzati con ametiste

## Coroncine del 1937
Per l'incoronazione dei loro genitori nel 1937, venne deciso che Elisabetta e Margaret avrebbero avuto delle piccole coroncine da indossare alla cerimonia. Le coroncine, in oro e adorne di ermellino, vennero disegnate da Garrard & Co. e vennero portate poi alla coppia reale per un giudizio. Il re e la regina decisero che le coroncine erano inappropriatamente elaborate e troppo pesanti per le giovani principesse. La regina Maria suggerì che le coroncine fossero realizzate in argento in stile medievale e senza decorazioni. Giorgio VI concordò con la scelta della madre e le coroncine vennero realizzate col tema di croci maltesi e gigli. Dopo l'incoronazione, Maria scrisse: "Sedetti tra Maud e Lilibet (Elisabetta), e Margaret veniva di seguito. Apparivano così dolci nei loro vestiti di pizzo, in particolare con in testa le loro coroncine". The coronation ensembles are in the Royal Collection Trust.

## I gioielli di Gloucester

### Introduzione
La collezione conosciuta col nome di Gioielli di Gloucester (o "Gloucester Jewels") è in gran parte costituita dai gioielli ricevuti dalla principessa Alice, duchessa di Gloucester al momento del suo fidanzamento. Nell'agosto del 1936 lady Alice Christabel Montagu Douglas Scott, figlia di John Montagu Douglas Scott, VII duca di Buccleuch, venne fidanzata col principe Enrico, duca di Gloucester. Dopo la sua morte i gioielli tornarono alla principessa Alice.

### La parure di turchesi di Maria di Teck

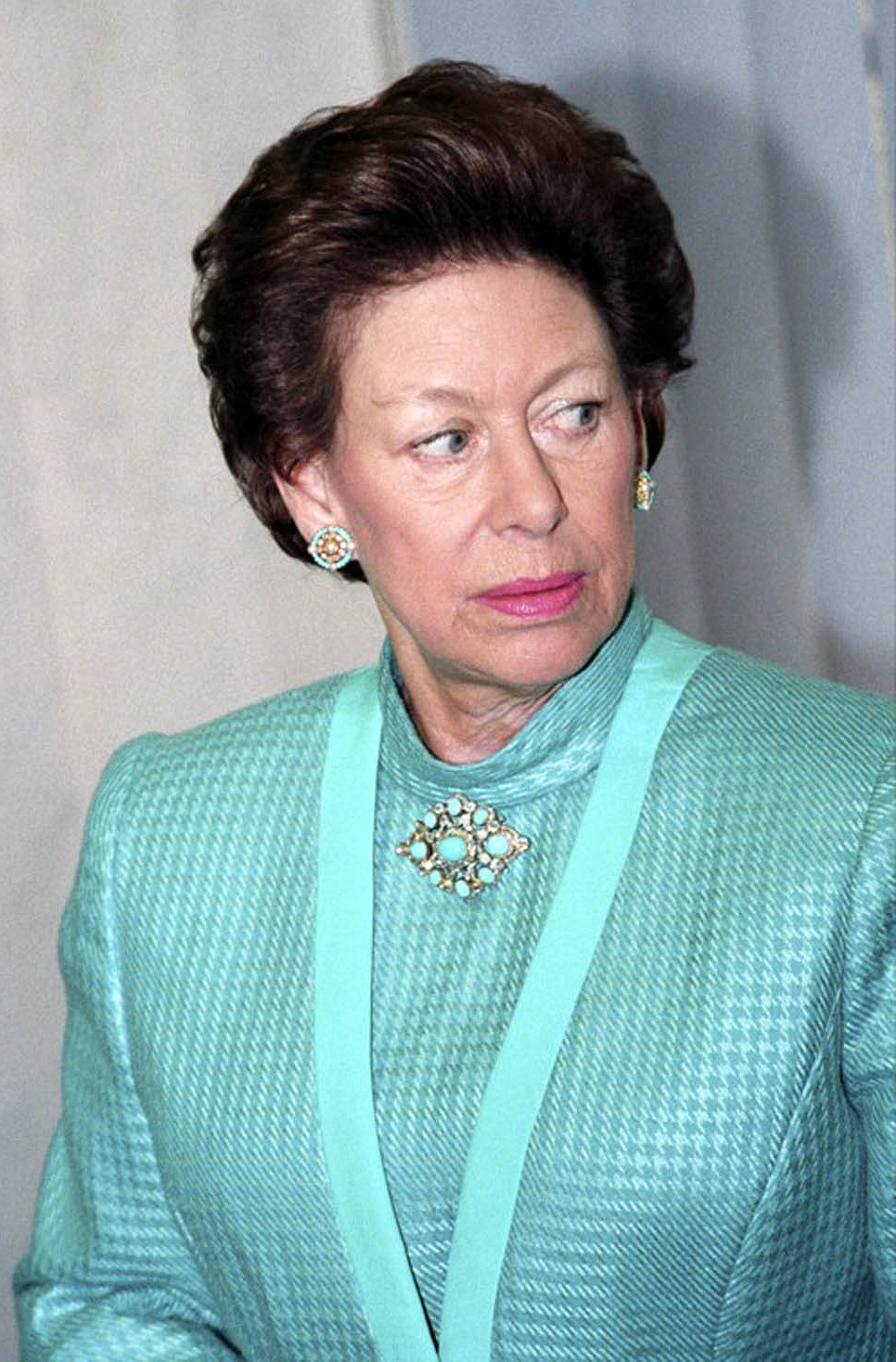
La principessa Margaret mentre indossa una spilla tratta dalla parure di turchesi di Maria di Teck.

La parure di turchesi della regina Maria venne donata alla principessa Maria di Teck (poi regina) dai suoi genitori, il duca e la duchessa di Teck, al momento del suo fidanzamento col futuro re Giorgio V del Regno Unito nel 1893. La parure consiste in:
- Una tiara in diamanti e turchesi in stile rococò. Al centro della tiara si trova un grande turchese circondato da diamanti e piccoli turchesi a forma di perla, simile ad un modello della famosa tiara dell'imperatrice Farah di Persia.
- Due orecchini con diamanti e turchesi e 13 brillanti ciascuno.
- Una lunga collana di 26 turchesi e diamanti. Questa collana venne donata alla regina Maria da sua madre, la principessa Maria Adelaide di Cambridge.

Altri sono i pezzi parte di questa collezione anche se poco si conosce circa la loro provenienza, tra i quali si ricordano orecchini, anelli, bracciali ed una spilla.